# Storia del Catania Football Club

## Le origini: l'ASEF Pro Patria

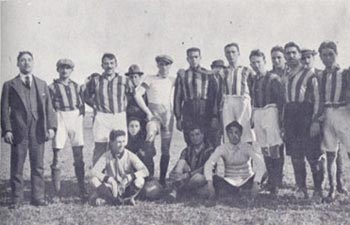
Foto di gruppo della Pro Patria Catania. Anno 1909. Da sinistra in piedi: Albanese, Caccamo, Ventimiglia, Nicotra, Rossitto, F. Spedini, Cocuzza, Pappalardo, Lazzaro, Martinez. Da sinistra seduti: Paradiso, Fresta, Cariaggio.

La nascita del calcio catanese, seppur di natura episodica, la si fa risalire al 2 maggio 1901: al campo San Raineri di Messina si disputò una partita amichevole tra il Messina Football Club e lo Royal Yacht Catania, terminata con il risultato di 1-1. La selezione "catanese" era in realtà costituita da inglesi che praticavano il football e rappresentava lo yacht Catania di proprietà del Duca di Sutherland, il cui equipaggio era in parte costituito da catanesi.
In generale, la pratica delle attività sportive nella Catania di inizio XX secolo era pressoché inesistente e a questo scopo venne creato un comitato denominato Associazione cittadina per la diffusione dell'educazione fisica fra la nostra gioventù, guidato dal segretario sig. De Meo Borgetti, che portò alla fondazione il 19 giugno 1908 dell'Associazione Sportiva pro Educazione Fisica. Prima società sportiva a sorgere nella provincia etnea, essa si occupava di alpinismo, automobilismo, ciclismo, nuoto e tennis, e ricevette finanziamenti da enti pubblici e da soggetti privati.
Alla presidenza dell'ASEF si insediò successivamente il cav. Francesco Sturzo d'Altobrando, sotto il quale l'8 novembre venne inaugurata la sezione calcistica della polisportiva denominata Pro Patria: a questa data risale dunque la nascita ufficiale del calcio a Catania e la gestione della Pro Patria - i cui colori sociali furono il rosso e il verde - venne affidata al barone Gaetano Ventimiglia, che contribuì alla sua creazione e vi rivestì la doppia funzione di allenatore e di giocatore. Il primo nucleo di giocatori formatosi attorno al Barone Ventimiglia era composto dai messinesi Giuseppe Gismondo, Stellario Gregorio ed Enzo Messina - scampati dal terribile terremoto che investì la città dello Stretto - dagli inglesi Binning e Slaiter e dallo svizzero Max Huber. Ad essi si aggregò ben presto un nutrito gruppo di giovani incuriositi dal gioco del calcio - al quale vi si appassionarono e che praticarono - composto dagli studenti catanesi Antonino Caccamo, Carmelo Cocuzza, Antonino Lazzaro, Renato Martinez, Rodolfo Nicotra, Alberto Pappalardo, Antonino Paradiso, Armando Rossitto, i fratelli Fausto e Luigi Spedini, i fratelli Gino e Piero Spedini, il cugino Vincenzo Spedini, e dai nuotatori augustani Vito Cariaggio e Vito Fresta.
L'ASEF Pro Patria era così schierata in occasione della prima gara (terminata 1-1) contro la selezione militare Regina Margherita, il 30 giugno 1909:

Vassallo, Gismondo, Bianchi, Messina, Slaiter, Caccamo, Gregorio, Binning, Cocuzza, Ventimiglia, Pappalardo (sostituito da V. Spedini)
Il debutto della Pro Patria Catania avvenne il 30 giugno 1909 nel campo di Piazza Esposizione contro la rappresentativa della nave militare Regina Margherita, terminata in parità sul punteggio di 1-1. Una seconda partita venne disputata al Giardino Bellini il 22 luglio contro la rappresentativa della nave da guerra britannica HMS Bruizer, conclusasi 7-0 a favore degli albionici. La prima vittoria degli etnei arrivò il 28 agosto contro il Megara Augusta, disputatasi anch'essa alla villa comunale e vinta per 1-0.
In questa fase pionieristica del calcio catanese si fecero notare particolarmente per la loro bravura il portiere Nicotra, l'ala destra Fausto Spedini e i centravanti Cocuzza e Pappalardo.

## Il calcio a Catania negli anni dieci e venti
Ruggero Albanese, presidente dell'Unione Sportiva Catanese, vista l'esclusione della sua squadra dai tornei federali FIGC, nel 1927 ideò e organizzò il Campionato Catanese, torneo a cui parteciparono otto squadre cittadine divise in due gironi, così costituiti:
Girone A
Avanguardia A, Elefant, Savoia, Rinascente B
Girone B
Allaccia, Avanguardia B, Giovinezza, Rinascente A
Le compagini Avanguardia A e Avanguardia B rappresentavano l'Opera Nazionale Balilla, mentre invece le altre partecipanti erano le squadre in cui la Catanese era stata divisa. Le prime due classificate dei due gironi accedevano alla fase finale e le partite erano tutte a gara unica. Alla fase finale si qualificarono Allaccia, Avanguardia A, Avanguardia B ed Elefant, ma il torneo venne sospeso dopo appena due partite a causa degli incidenti sorti durante la partita Allaccia-Elefant, interrotta sul 2-1 per invasione di campo. Il titolo non fu assegnato a nessuna delle finaliste.
Nel 1929 il Cav. Albanese organizzò la seconda edizione del Campionato Catanese, che rispetto alla prima differì per il numero di squadre partecipanti che passò da 6 a 12, estendendo così la partecipazione a squadre di altri centri della provincia di Catania. I gironi erano così costituiti:
Girone A
Acicatena, Avieri Augusta, Dopolavoro Catania, Juventus B, ?
Girone B
167ª Legione MVSN, Avanguardia, Catanese, Etna, Gibel Acireale, Juventus A, Savoia
Il torneo fu vinto dalla Catanese, che, dopo aver brillantemente superato la prima fase piazzandosi in testa nel suo girone con 12 punti vincendo tutte le gare, vinse le gare del girone finale per 2-0 contro la Juventus A (gara sospesa al 70' per invasione di campo), 3-0 contro gli Avieri Augusta e 2-1 contro il Dopolavoro (anch'essa sospesa al 55' per gli incidenti provocati dai giocatori dopolavoristi). Alla formazione unionista venne data in consegna la Coppa Ruggero Albanese.
Nel periodo a ridosso della prima guerra mondiale, lo sviluppo e la diffusione delle pratiche sportive e calcistiche a Catania si presentavano piuttosto lenti. Alla fondazione dell'ASEF fecero seguito quelle dello Sport Club Trinacria di Domenico Coniglione nel 1909, dell'Unione Sportiva Catanese nel 1910, della Società Sportiva Etna nel 1913 e dello Sport Verein International nel 1914, quest'ultimo ad opera di stranieri residenti nella città etnea. Tra queste nuove società, l'unica che svolse un'attività agonistica più rilevante fu l'US Catanese, in maglia bianco-verde, nata dalla scissione dall'ASEF della Pro Patria, che partecipò alla Coppa Lipton nel 1912 e a svariati tornei locali.
Sospesa ogni attività sportiva dal 1915 al 1918 a causa dei noti eventi bellici, al termine del conflitto le attività sportive a Catania, e in particolare del calcio, ripresero ed ebbero maggiore impulso: nel 1919 lo SC Trinacria vinse la Coppa Maggiacomo con un 3-1 ai danni dei messinesi dell'Avanti Savoia, per poi confluire in una nuova società denominata Società Sportiva Juventus Catania, fondata da Valdino Aleffi; nello stesso anno si ricostituì l'US Catanese con presidente Ruggero Albanese. Successivamente sorsero altre società: Società Sportiva Fulgor, Società Sportiva Umberto II, Società Sportiva Universitaria, Sport Club Libertas (che divenne in seguito Sport Club Fascista) e Sport Club Vigor.
L'US Catanese e la SS Juventus furono le uniche formazioni catanesi ad aver svolto un'attività calcistica più significativa, avendo queste partecipato a campionati federali. L'USC partecipò per due volte al campionato di Seconda Divisione, nel 1921-22 e nel 1924-25; alla Seconda Divisione del 1924-25 risale l'unica partecipazione della SS Juventus: inserite nello stesso girone, le due formazioni etnee si sarebbero dovute affrontare il 21 giugno 1925 in piazza Esposizione, ma l'arbitro Starvaggi di Messina annullò l'incontro a causa del mancato tracciamento del campo di gioco e alla mancata installazione delle porte. La gara non venne ripetuta perché ininfluente ai fini della classifica, dato che il Tommaso Gargallo di Siracusa era in testa al girone a punteggio pieno.
Al termine di quella stagione la SS Juventus venne sciolta, mentre invece l'US Catanese venne esclusa dai campionati successivi dalla FIGC, per ragioni finanziarie e per l'inadeguatezza del campo da gioco di piazza Esposizione che si presentava privo di tribune, e partecipò ad un torneo locale denominato Campionato Catanese, svoltosi in due edizioni nel 1927 e nel 1929, di cui vinse la seconda.

## La Società Sportiva Catania (1929-1935): la nascita della maglia rossazzurra e la prima promozione in Serie B

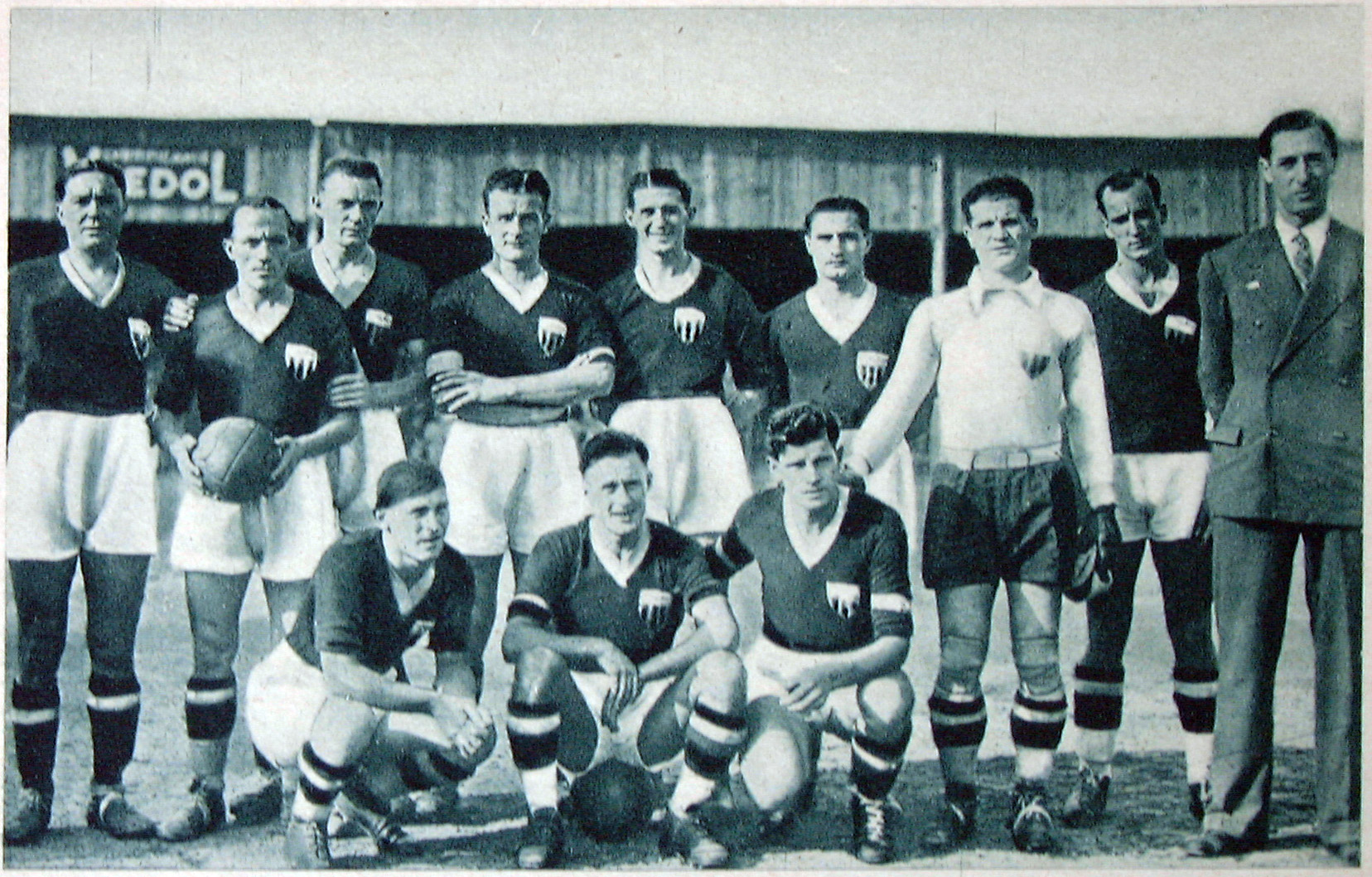
La squadra nella stagione 1933-1934.

La fine degli anni venti rappresentò un periodo di grandi novità per il calcio italiano poiché veniva avviata la riforma dei campionati che avrebbe portato alla nascita dei campionati di Serie A e di Serie B e al declassamento dei campionati di Prima, Seconda e Terza Divisione. Il presidente federale Leandro Arpinati, inviò in ogni città italiana suoi uomini di fiducia incaricandoli di attuare i dettami della Carta di Viareggio del 1926, in particolare imponendo fusioni forzate al fine di ridurre il numero di squadre della stessa città.
A Catania già nel 1928 fu avviato un progetto che prevedeva la nascita di un'unica formazione calcistica che rappresentasse la città, che ne portasse gli stessi colori e che partecipasse ad un campionato ufficiale. Di ciò se ne incaricò il console fascista Santi Quasimodo, che nella città etnea comandava la 167ª Legione Camicie Nere della MVSN. Venne perciò costituito a Catania, l'Ente Sportivo della Federazione Fascista, il cui compito era di riordinare l'attività sportiva in tutto il territorio provinciale.
Il 27 giugno 1929, il cavaliere Ruggero Albanese, il barone Saverio Gravina e il dottor Alberto Pappalardo, maggiori responsabili dell'Ente, annunciarono la nascita della Società Sportiva Catania, i cui colori sociali furono il rosso (lava dell'Etna) e l'azzurro (cielo). La nuova polisportiva catanese, presieduta da Santi Quasimodo, che ebbe sede in piazza Duomo 3, si occupò subito di atletica, boxe, canottaggio, ciclismo e nuoto; la sezione calcistica venne costituita successivamente e iniziò le proprie attività il 28 agosto. La squadra adottò la maglia azzurra con striscia orizzontale rossa, riprendendo gli stessi colori presenti nel gonfalone comunale; affiliatasi alla FIGC fu inserita nel campionato di Seconda Divisione.
La rosa della nuova squadra di calcio rossazzurra comprendeva molti elementi della Catanese, quali l'allenatore Michelangelo Spata, il portiere Calogero Di Maira, il difensore Angelo Sciuto, il centrocampista Giovanni Di Mino e l'attaccante Piero Spedini. Entrò a far parte della compagine etnea anche uno straniero, il libico Mustafà Doma, un terzino che aveva l'abitudine di giocare scalzo. Il campo da gioco fu il terreno del Dopolavoro Ferroviario di via Acquicella.
Inserito nel girone A del campionato di Seconda Divisione 1929-30, il Catania debuttò con una pesante sconfitta interna per opera della Reggina con l'eloquente punteggio di 0-7. A questa seguirono altre sconfitte che indussero la società a rimuovere Spata dall'incarico di allenatore e di sostituirlo con il modenese Giorgio Armari. Il cambio della guida tecnica non invertì la situazione della squadra, che al termine della stagione si piazzò penultima e con 10 punti.
Il 21 settembre 1930 venne inaugurato il nuovo stadio del Catania, il Campo dei cent'anni, costruito in piazza Esposizione e che ebbe la capienza di circa 6.000 spettatori. Per l'occasione si svolse una partita amichevole tra il Catania e la Fulgor Milano, vinta per 5-1 dai padroni di casa. Intanto avvennero cambiamenti a livello societario: Quasimodo lasciò la presidenza e al suo posto si insediò l'avv. Antonino Zingali, poi a sua volta sostituito a stagione in corso dall'avv. Andrea Gaudioso in qualità di commissario straordinario.
Ammesso d'ufficio dalla FIGC al campionato di Prima Divisione 1930-31 per allargamento dei quadri, fu inserito nel girone E con squadre calabresi e campane. La prima stagione in terza serie del Catania fu certamente migliore di quella precedente, essendosi piazzato al sesto posto e con 21 punti a pari merito con Catanzarese e Gladiator; in questa stagione subì l'unica sconfitta interna e conseguì l'unica vittoria esterna, con lo stesso risultato di 1-0, contro la capolista Salernitana. Il 22 febbraio 1931 il Catania disputò sul proprio campo un'amichevole contro il Palermo, allora militante in Serie B: anche se non ufficiale, fu il primo incontro in assoluto tra le due formazioni e terminò 2-1 per i rossazzurri, con le reti di Pulzone e Bertola per i padroni di casa e quella di Radice su rigore per gli ospiti.
I rossazzurri ebbero lo stesso piazzamento di classifica anche nella stagione successiva, con 34 punti nel girone F; da annotare i 15 goal in campionato dell'attaccante Piero Cini, sette dei quali realizzati nella partita vinta per 9-0 ai danni della Bagnolese.
Nel corso della stagione 1931-32, avvenne un nuovo cambio al vertice per la società rossazzurra: l'Avvocato Gaudioso, su sollecitazione delle autorità locali, lasciò l'incarico di presidente e al suo posto si insediò il nobile Vespasiano Trigona duca di Misterbianco, dapprima come commissario straordinario e successivamente come presidente. Con l'avvento alla presidenza del Duca Trigona, nel consiglio d'amministrazione della società rossazzurra fecero ingresso i nobili Benedetto Majorana barone della Nicchiara, Enrico Grimaldi dei baroni di Serravalle, Bartolo Ferreri marchese dell'Anguilla, il gioielliere Vittorio Fecarotta, il ragioniere Angelo Vasta - divenuto segretario - e l'ex calciatore Enzo Longo.

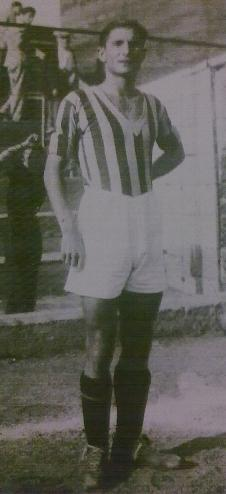
Nicolò Nicolosi, bomber rossazzurro degli anni trenta.

La nuova dirigenza allestì un organico competitivo, con il tesseramento tra gli altri dell'attaccante Nicolò Nicolosi, proveniente dalla Lazio, passato alla storia come il più prolifico attaccante del Catania di tutti i tempi con 71 reti in 149 partite. Nella stagione 1932-33 la formazione etnea, classificatasi quarta con 22 punti nel girone H di Prima Divisione, sfiorò la prima storica promozione in Serie B, traguardo raggiunto la stagione successiva: allenata dall'ungherese Géza Kertész, nel 1933-34 si piazzò in testa nel proprio girone con 41 punti e nel girone finale davanti a Savona, Biellese e Reggiana e per tanto nel 1934 arrivò la prima storica Promozione in Serie B del Catania. Miglior marcatore rossazzurro in quella stagione fu il centrocampista Ercole Bodini con 21 reti.

Amedeo Biavati, ala del Catania nella stagione 1934-35

Nella stagione 1934-35 il Catania venne inserito nel girone A della Serie B. Dal Bologna arrivò in prestito per un anno il centrocampista Amedeo Biavati, che tre anni più tardi diverrà campione del mondo con la Nazionale guidata da Pozzo. L'esordio tra i cadetti avvenne il 30 settembre 1934 sul campo della Vigevanese, partita vinta dai padroni di casa per 2-0; la prima vittoria in campionato arrivò già alla seconda giornata in casa contro il Pavia per 1-0; alla quinta giornata la prima vittoria esterna dei rossazzurri, per 2-1 ai danni del Derthona. La squadra giunse terza in campionato con 37 punti, tanto da ritrovarsi a tre giornate dalla fine a lottare per la promozione in Serie A.
Alla ventiseiesima giornata il Catania affrontò in casa il capolista Genova 1893, partita pareggiata per 2-2: in vantaggio per 2-0 nel primo tempo con doppietta di Nicolosi, secondo una leggenda metropolitana, durante l'intervallo il presidente Trigona implorò i giocatori a disimpegnarsi dalla gara e favorire il pareggio degli ospiti. All'origine di questa decisione, l'esposizione ai crediti per 2.600.000 lire del Duca Trigona, che si sarebbe potuta aggravare in caso di promozione in Serie A della formazione rossazzurra, e avrebbe comportato altri sforzi economici.

Una fase di gioco durante l'incontro Catania-Livorno nella stagione 1935-36

Nella stagione 1935-36, campionato di Serie B a girone unico, il Catania si piazzò all'ottavo posto in classifica con 33 punti. In quella stessa stagione il Catania arrivò a disputare gli ottavi di finale di Coppa Italia: nella partita disputatasi contro il Torino il 19 gennaio 1936 i rossazzurri persero con il netto risultato di 8-2. Nel turno precedente, ai sedicesimi di finale, la formazione di Kertész aveva eliminato il Palermo imponendosi per 1-0 con rete di Erasmo Franzoni: fu il primo derby ufficiale disputatosi tra le due compagini siciliane.

## La "fascistizzazione": da Società Sportiva Catania ad Associazione Fascista Calcio Catania
Il Duca di Misterbianco lasciò la società per ragioni finanziarie e la diede in consegna alla Federazione provinciale dei Fasci di combattimento di Catania: nel 1936 l'avvocato Vittorio Emanuele Brusca assunse la presidenza della società rinominata Associazione Fascista Calcio Catania, con sede nella Casa del Littorio in piazza Duomo. Cambiò pure la guida tecnica della squadra, affidata al padovano Pietro Colombati.
Per la nuova società, di fatto "fascistizzata", arrivò la retrocessione in Serie C: classificatisi al tredicesimo posto nella stagione 1936-37, i rossazzurri persero gli spareggi contro Pro Vercelli, Messina e Venezia. In Coppa Italia raggiunsero i quarti di finale dove furono eliminati dal Genova 1893, avendo perso per 4-0 sul campo dei liguri. La stagione successiva l'AFC Catania cambiò il campo da gioco: il 27 novembre 1937 in occasione della gara di campionato contro il Foggia (vinta per 1-0) venne inaugurato lo Stadio Cibali, situato nell'omonimo quartiere.
Il ritorno tra i cadetti avvenne nella stagione 1938-39: la squadra etnea allenata da Giovanni Degni, si piazzò prima in classifica vinse il girone H di Serie C con 36 punti. La stagione 1939-40 in Serie B per il Catania fu alquanto travagliata: dapprima affidata al portiere Mario Sernagiotto, fu in seguito allenata da György Orth; fatale al tecnico magiaro fu la sconfitta rimediata a Livorno ad opera dei padroni di casa per 7-0, e per questo venne esonerato e sostituto dall'ex campione del mondo Attilio Ferraris. Il cambio di allenatore non risolse la crisi di risultati della squadra che si piazzò ultima con 18 punti e retrocedette nuovamente in terza serie. Al termine della stagione, il Brusca rassegnò le proprie dimissioni da presidente: la guida della società venne assunta per pochi mesi dal cav. Ruggero Albanese in qualità di reggente prima dell'avvento alla presidenza del cav. Filippo Cusmano.
Nei primi anni quaranta con la crisi politica internazionale che avrebbe portato allo scoppio della seconda guerra mondiale, l'AFC Catania disputò dei campionati di vertice ma non riuscì mai a risalire di categoria: nella stagione 1941-42 sulla panchina degli etnei fece ritorno l'ungherese Kertész, artefice della prima storica promozione in Serie B ottenuta nove stagioni prima; la squadra si piazzò sesta in classifica nel girone H di Serie C con 29 punti e vi militò il centravanti austriaco Engelbert Koenig, che nella sua unica stagione con la maglia rossazzurra realizzò 18 reti in 23 gare.

## La fine dell'AFC Catania e la riframmentazione del calcio catanese
La formazione etnea mancò il ritorno in Serie B nella stagione 1942-43: guidata da Berardo Frisoni, vinse il girone H della Serie C con 31 punti; vero e proprio trascinatore fu l'esperto centravanti Marco Romano, autore di 26 reti in 17 partite. L'AFC Catania venne ammesso al girone A delle finali promozione, ma dopo la prima giornata - in cui pareggiò per 1-1 a Terni contro il MU Borzacchini (4 aprile 1943) - non poté più proseguire il torneo per la proclamazione della Sicilia a "zona di guerra" dovuta alla presenza di truppe nemiche in Tunisia, provvedimento che intralciava gli spostamenti delle squadre e degli arbitri provocando il rinvio delle due partite successive del girone finale (a Catania contro il Forlì e in Campania contro la Salernitana); la Federazione, preso atto che il numero di partite già rinviate era tale da non permetterne il recupero nei tempi previsti, il 23 aprile 1943 deliberò l'esclusione (definita però "esonero") delle squadre siciliane dai campionati nazionali annullando tutti i loro risultati nei gironi in corso di svolgimento e limitandone l'attività all'ambito regionale fino alla conclusione del conflitto quando sarebbero state reintegrate nella loro categoria di merito. L'invasione alleata della Sicilia avrebbe avuto inizio solo tre mesi dopo, nel luglio 1943.
Tra l'aprile e il luglio del 1943, la città di Catania fu sottoposta a pesanti bombardamenti aerei e navali per opera degli Alleati, che produssero distruzione e morte tra la sua popolazione. Il 5 agosto, le truppe britanniche fecero il loro ingresso in città: gli occupanti arrestarono diversi esponenti fascisti locali, sospettati come tali o accusati di essere collusi con il regime. Furono tratti in arresto due dirigenti dell'AFC Catania, Giuseppe Lorenti e Ruggero Albanese, segnalati alle autorità come "fascisti" e condotti in prigionia al campo di concentramento di Priolo.
L'emanazione del decreto legislativo luogotenenziale n. 159 del 27 luglio 1944, col quale venne avviata la "defascistizzazione" dell'Italia e dunque l'eliminazione di qualsiasi simbolo o riferimento al regime fascista caduto l'anno prima, portò alla soppressione dell'AFC Catania in quanto società chiaramente legata alle precedenti autorità. Dopo lo scioglimento dell'AFC, la FIGC provinciale avanzò l'idea di ricostituzione di una nuova società calcistica del Catania, ma ciò rimase solo allo stato progettuale. Lo stesso Ente il 29 ottobre organizzò un'amichevole tra una formazione denominata "Catania", che comprendeva elementi della vecchia squadra rossazzurra quali Caruso, Gentile, Cicerano, Fardella, Cavaleri, Rizzo e Marcoccio, e il Siracusa, terminata col risultato di 0-0.
La mancata rifondazione di un nuovo Catania portò alla nascita di quattro società, l'Unione Sportiva Catanese, la Società Sportiva Elefante, la Società Sportiva Etna e la Società Sportiva Virtus Catania, che parteciparono al Campionato siciliano 1944-45, organizzato dal movimento separatista MIS e dalle autorità alleate. In questo torneo delle quattro formazioni catanesi l'unica ad avere ottenuto i migliori risultati sul campo fu la Catanese che, arrivata seconda nel suo girone, riuscì ad accedere alle fasi finali. La Catanese si candidava quindi a raccogliere l'eredità calcistica della disciolta AFC Catania con la partecipazione al campionato di Serie C e la possibilità di ripescaggio in Serie B al termine del torneo: ciò non fu possibile poiché la Catanese non disponeva di risorse finanziarie sufficienti per potersi assumere l'onere di pagare i debiti di quella società con la FIGC che ammontavano a 220 000 lire; la mancata estinzione dei debiti dell'AFC causò la perdita del titolo federale.
Nel 1945 la Catanese, l'Elefante e l'Etna si fusero e diedero vita all'Unione Sportiva Catanese Elefante. Rimanevano dunque due formazioni catanesi, la Catanese Elefante e la Virtus Catania, entrambe inserite nel girone F del campionato di Serie C 1945-46: al termine della stagione gli elefantini si piazzarono all'ultimo posto in classifica con 6 punti e retrocedettero in Prima Divisione, mentre i virtussini arrivarono penultimi con 16 punti e mantennero la categoria.

## La nascita del Calcio Club Catania
I deludenti campionati disputati dalla Catanese Elefante e dalla Virtus fecero riemergere nell'ambiente sportivo catanese l'ipotesi di creazione di un'unica squadra di calcio in rappresentanza della propria città, come quella esistita nel secondo anteguerra.
Per questo scopo, Gianni Naso, presidente provinciale del CONI, su richiesta degli sportivi Giuseppe De Cicco e Vincenzo Mannino, sollecitò Santi Manganaro Passanisi e Angelo Vasta, presidenti rispettivamente della Catanese Elefante e della Virtus, alla fusione tra le due società: fu così che la sera del 24 settembre 1946 alle ore 21 nella sede provinciale del CONI in via Costarelli 8 si tenne una riunione tra dieci persone che portò alla fondazione del Club Calcio Catania.
Oltre ai già citati De Cicco, Manganaro, Mannino, Naso e Vasta, gli altri soci fondatori del club furono Giuseppe Avola, Antonino Maugeri, Sebastiano Porto, Andrea Romano e Giulio Sterlini. Il Ragioniere Vasta venne nominato in via provvisoria commissario straordinario e successivamente il medesimo venne eletto come vicepresidente, mentre Manganaro venne eletto presidente. Entrarono a far parte della nuova società, in qualità di soci vitalizi, dirigenti e soci del Catania d'anteguerra, quali Ruggero Albanese, Giuseppe Lorenti e il duca Vespasiano Trigona (nominato presidente onorario). Furono adottati gli stessi colori sociali e lo stesso simbolo della precedente Associazione Fascista Calcio Catania: il liotru e il rosso-azzurro, come raffigurati nello stemma della società.
La nuova squadra etnea, il cui organico era in massima parte costituito da giocatori della Catanese Elefante e della Virtus, partì dalla terza serie, inserita nel girone meridionale C della Serie C 1946-47; esordì il 10 novembre con una sconfitta di misura (2-1) rimediata a Termini Imerese per opera dei padroni di casa. Inizialmente allenata da Lorenzo Bergia - già centravanti della SS Catania - sostituito a campionato in corso dal portiere Cesare Goffi, concluse la stagione al sesto posto in classifica con 20 punti. In quella stessa stagione il Catania arrivò alla finale della Coppa LIS contro il Gragnano, pareggiata all'andata per 2-2 al Cibali, ma persa al ritorno sul campo dei campani.
La stagione successiva venne allestito un organico di prim'ordine che vide l'ingaggio di giocatori come il terzino Carlo Molon, il mediano Faustino Ardesi, l'ala Giovanni Prevosti, il centravanti Arnaldo Cadei. Ci fu pure il ritorno del centravanti Nicolosi, bomber rossazzurro degli anni trenta, che al termine del girone d'andata divenne pure allenatore della squadra in sostituzione dell'esonerato Achille Piccini. La squadra vinse il girone T con 47 punti, ma a causa della riforma dei campionati, la FIGC decise il blocco delle promozioni dalla Serie C alla Serie B per quella stagione impedendo al Catania l'approdo ai cadetti.
La promozione in Serie B arrivò nel campionato 1948-49 e con molte difficoltà: gli etnei a fine stagione arrivarono in testa nel proprio girone a 45 punti a pari merito con l'Avellino, poiché a causa della partita persa a tavolino contro l'Igea Virtus su ordine della Lega Calcio - pareggiata sul campo per 1-1 - per il tesseramento irregolare del giocatore Cavicchioli, gli era stato sottratto un punto. Si rese necessario disputare uno spareggio tra le due formazioni, che si giocò all'Arena Civica di Milano il 29 giugno 1949, vinto dagli irpini per 1-0; la società rossazzurra presentò in seguito ricorso contro quella campana, accusata di corruzione. L'illecito commesso dai dirigenti dell'Avellino venne provato grazie ad una deposizione del loro giocatore Staffieri - in disaccordo con la società e invitato a Catania dal dirigente Lorenti nella sua caffetteria e dall'allenatore Nicolosi - raccolta ad insaputa dello stesso da parte di un commissario di Polizia e di un maresciallo dei Carabinieri, in cui li denunciò per aver corrotto i giocatori dello Stabia con la promessa di un premio in caso di vittoria ai danni del Catania e di sconfitta contro la loro squadra. Venne aperta un'inchiesta che durò fino alla decisione presa dalla Commissione d'Appello Federale che portò all'annullamento del verdetto sul campo, alla promozione in Serie B del Catania e alla retrocessione in Prima Divisione per illecito sportivo l'Avellino.
Dopo un modesto dodicesimo posto ottenuto nella stagione 1949-50, le stagioni successive videro il Catania imporsi tra le maggiori squadre della Serie B disputando campionati di vertice. Nel 1951 la società venne rilevata dall'imprenditore romano Arturo Michisanti, che nella città di Catania si era accaparrato l'appalto per il servizio di nettezza urbana. La nuova proprietà effettuò notevoli investimenti e allestì un organico competitivo: il Catania, allenato da Fioravante Baldi, sfiorò la sua prima storica promozione in massima serie nella stagione 1952-53 - in cui arrivò terzo a 41 punti - ma fu sconfitto per 4-1 nello spareggio disputato il 28 luglio 1953 a Firenze contro il Legnano.

## Gli anni cinquanta: l'esordio in Serie A e loScandalo Scaramella

La squadra del Catania del primo anno in Serie A nella stagione 1954-55

Al termine di quella stagione, problemi finanziari indussero Michisanti - che aveva un credito di 200 milioni di lire a cedere la società: il Catania venne ceduto ad una cordata di finanziatori capeggiata dall'avvocato Giuseppe Galli e dall'avvocato Sebastiano D'Amico; per la carica di presidente fu eletto il dottor Giuseppe Rizzo, presidente provinciale delle ACLI, mentre invece Galli e D'Amico furono i due vicepresidenti. Allenatore il veronese Piero Andreoli.
Nella stagione 1953-54, i rossazzurri conclusero in testa il campionato di Serie B a 43 punti e con otto giornate d'anticipo ottennero la prima promozione in Serie A. Tra i giocatori protagonisti di quella stagione si possono citare il portiere Antonio Seveso, i difensori Carlo Baccarini e Varo Bravetti, i centrocampisti Enzo Bearzot (futuro CT della Nazionale italiana campione al Mondiale del 1982), Nicola Fusco (capitano) e Michele Manenti (cannoniere della squadra con 15 reti), gli attaccanti Franco Bassetti e Guido Klein.
L'evento generò entusiasmo tra gli sportivi del capoluogo siciliano e del vasto comprensorio etneo: il 2 giugno 1954, il treno con a bordo i giocatori rossazzurri in marcia verso Catania si fermò alla stazione ferroviaria di Giarre, dove li accolse una folla festante. Vennero fatti salire su dei carri diretti verso Catania e si formò un lungo corteo per 30 km; dopo cinque ore arrivarono a destinazione al Palazzo degli Elefanti, sede del municipio del capoluogo etneo, dove i giocatori furono accolti e ricevuti dall'allora sindaco Luigi La Ferlita.
Con la promozione nel massimo campionato nazionale, arrivarono al Catania giocatori come Ezio Bardelli, Vittorio Ghiandi, il danese Karl Aage Hansen e il tedesco Karl-Heinz Spikofski. La prima partita in Serie A dei rossazzurri si disputò il 19 settembre 1954 in casa della Fiorentina, terminata per 2-1 a favore dei viola; seguì un'altra sconfitta in trasferta, per 4-2 ad opera del Bologna. La prima vittoria arrivò alla terza giornata, con un rotondo 5-0 al Cibali ai danni dell'Udinese, con la tripletta di Ghiandi e le reti di Bassetti e Spikofski. Nella stagione 1954-55 il Catania disputò dignitosamente il suo primo campionato di serie A e si piazzò dodicesimo in classifica con 30 punti a pari merito con Lazio e Triestina.
La buona stagione disputata dai rossazzurri venne rovinata dallo Scandalo Scaramella dell'estate 1955, che determinò per il club etneo la retrocessione d'ufficio in Serie B da parte della Lega Nazionale Professionisti per illecito sportivo. A far scoppiare il caso fu il giornalista catanese Giulio Sterlini, che fornì tutti i dettagli sull'illecito commesso dalla società rossazzurra, responsabile di aver corrotto l'arbitro Ugo Scaramella, che aveva diretto le partite in casa contro Atalanta e Genoa, determinanti per la salvezza. Sterlini che fece tra mediatore tra la società e l'arbitro, era stato segretario del club durante la gestione Michisanti e avrebbe agito proprio per conto di quest'ultimo.
A seguito di questo scandalo, il presidente Rizzo e i due vicepresidenti Galli e D'Amico si dimisero; vi subentrò un comitato di reggenza costituito dagli imprenditori Michele Giuffrida, Mario Orlando e Agatino Pesce, quest'ultimo divenuto poi presidente. Nonostante la retrocessione, venne confermata buona parte degli effettivi in forza alla squadra rossazzurra in Serie A, ad eccezion fatta del capitano Fusco e dell'ala Manenti, passati rispettivamente alla Lucchese e all'Alessandria. Tra i nuovi acquisti vi furono quello del portiere Livio Puccioni, del terzino Luigi Origgi, dei centrocampista Aldo Fontana e Sergio Perin. Venne confermato anche il tecnico Andreoli, il quale si dimise alla ventisettesima giornata per problemi di salute, poi sostituito da Enzo Bellini, responsabile del settore giovanile e già mezzala dell'AFC Catania.
Sul finire degli anni cinquanta il Catania, militante in Serie B, disputò delle stagioni non particolarmente significative sul piano dei risultati. Solo nella stagione 1956-57, la squadra allenata da Gipo Poggi, che ottenne il quarto posto con 42 punti, sfiorò il ritorno in massima serie: determinante fu la sconfitta subita all'ultima giornata per 1-0 sul campo del Modena, che impedì ai rossazzurri di agganciare il secondo posto in classifica valido per la promozione.

## L'era Marcoccio-Di Bella: gli anni delClamoroso al Cibali(1959-1969)
Alla crisi di risultati iniziata con la stagione 1957-58, si aggiunse pure l'instabilità societaria, dovuta soprattutto a fattori di carattere finanziario. Per un certo periodo, Michisanti era stato nuovamente proprietario e presidente del club rossazzurro, finché questi presentò le proprie dimissioni e il 16 marzo 1959 venne nominato dalla Lega Calcio il commissario straordinario nella persona del dott. Ignazio Marcoccio, commissario del CONI provinciale e già dirigente e giocatore delle giovanili del Catania negli anni trenta.
Nella stagione 1959-59 come allenatore era stato scelto lo jugoslavo Blagoje Marjanović, sostituito alla quattordicesima dal catanese Carmelo Di Bella, a sua volta affiancato dopo quattro giornate da Felice Borel, nominato direttore tecnico. Il campionato della squadra rossazzurra fu mediocre e si piazzò al sedicesimo posto con 33 punti, mantenendo la categoria. Ma la disastrosa situazione finanziaria del Club Calcio Catania, oberato dai debiti, aveva indotto lo stesso Marcoccio a rassegnare le proprie dimissioni da commissario, appena tre mesi dopo il suo insediamento. Le dimissioni di Marcoccio rientrarono subito dopo e lo stesso riuscì ad avviare il risanamento della società: il 4 agosto 1959 il Consiglio Comunale di Catania approvò all'unanimità la delibera comunale con la quale veniva concesso un mutuo di 120 milioni di lire in favore della società etnea.
Per la stagione 1959-60, Di Bella venne confermato allenatore della squadra, come pure alcuni giocatori quali Sebastiano Buzzin, Mario Corti, Elio Grani, Guido Macor e Adelmo Prenna. La normalizzazione della situazione societaria, permise il rafforzamento della rosa con l'ingaggio di nuovi giocatori come il portiere Giuseppe Gaspari, i difensori Benito Boldi e Giorgio Michelotti, il centrocampista Amilcare Ferretti, gli attaccanti Alvaro Biagini, Manlio Compagno e Remo Morelli. Il Catania disputò un campionato di alto livello, ponendosi come una delle formazioni più forti: all'ultima giornata nonostante la pesante sconfitta rimediata sul campo del Brescia per 4-2, i rossazzurri arrivarono in terza posizione a 47 punti ad un punto dalla Triestina - bloccata sul 2-2 in casa del Parma - e ottennero la promozione diretta in Serie A assieme al Torino e al Lecco, rispettivamente primo e secondo.

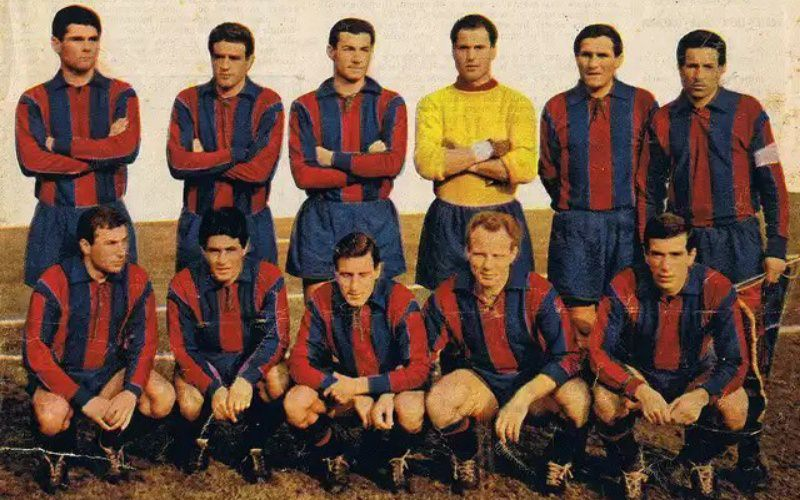
Squadra del Catania nella stagione 1960-61

Fu l'inizio di un'importante epoca della storia del club etneo, che con il duo Marcoccio-Di Bella si rese protagonista di eccellenti stagioni che lo consacrarono nel panorama calcistico nazionale. Dal 1960-61 al 1965-66, disputò consecutivamente sei campionati di Serie A, tre dei quali 1960 - 1961, 1963 - 1964, 1964 - 1965, conclusi all'ottavo posto in classifica: il primo in particolare - dove si piazzò al secondo posto nel girone d'andata - fu quello del Clamoroso al Cibali!, esclamato dal radiocronista Sandro Ciotti di Tutto il calcio minuto per minuto in occasione dell'incontro Catania-Inter del 4 giugno 1961, valevole per l'ultima giornata di campionato, vinto dai rossazzurri per 2-0 con reti dell'ala Mario Castellazzi e del centravanti italo-argentino Salvador Calvanese. Il risultato del Cibali impedì alla formazione ambrosiana di potersi laureare Campione d'Italia, titolo che sarebbe stato agguantato dalla Juventus che pareggiò in casa contro il Bari per 1-1.

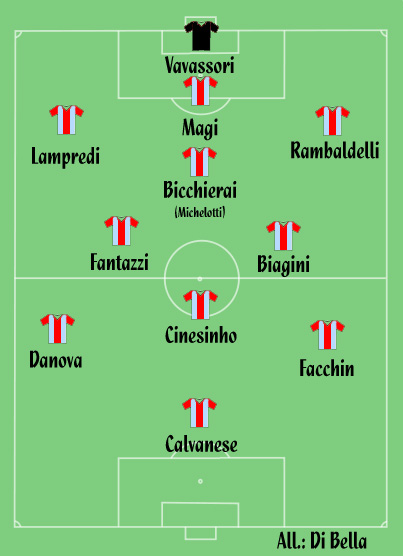
Formazione-tipo del Catania nella stagione 1964-65

Nel suo sessennio in massima serie, il Catania si contraddistinse per altre vittorie di assoluto prestigio, come quelle in casa sul Milan per 4-3 nel 1960-61, sulla Juventus per 2-0 nel 1961-1962, e per 0-1 a Torino l'anno dopo. Oltre ai già citati Biagini, Ferretti e Prenna che costituirono il punto di forza del Catania degli anni sessanta, si misero in luce altri giocatori come il portiere Giuseppe Vavassori (già nazionale), il difensore Remo Bicchierai, l'ala Giancarlo Danova, i centrocampisti Horst Szymaniak e Cinesinho e l'attaccante Carlo Facchin autore di 13 reti nel campionato 1964-65. In questo periodo si possono vantare anche tre partecipazioni alla Coppa delle Alpi italo-svizzera, avvenute negli anni 1960, 1964 (dove perse la finale contro il Genoa) e 1966, e due alla Coppa dell'Amicizia italo-francese, nel 1962 e nel 1963. Il Catania nel 1963-1964 vinse per 2 a 0 al Massimimo contro la Juventus; lo rifece la stagione successiva, sempre in casa, per 3-1. Tuttavia, nella stagione 1965-1966 il Catania, nonostante alcuni exploit come la vittorie sull'Inter - campione d'Italia e detentrice di Coppa dei Campioni e Coppa Intercontinentale - e sulla Roma per 1-0, arrivò penultimo e tornò in Serie B. Di Bella si dimise dalla guida tecnica della squadra e il suo posto venne occupato dall'allenatore in seconda Luigi Valsecchi.
L'8 aprile 1967, il Catania trasformato in società per azioni, assunse la denominazione di Calcio Catania S.p.A..

## Il Catania di Massimino (1969-1987)

Angelo Massimino, detto il Presidentissimo

La trasformazione del Catania in società per azioni portò al progressivo allontanamento del Marcoccio - divenuto commissario liquidatore - dal club e dal mondo del calcio. Le risorse finanziarie erano limitate e per questo le sue azioni erano in vendita; nella stagione 1968-69, la squadra etnea, allenata da Egizio Rubino, disputò un campionato modesto e si piazzò all'undicesimo posto in classifica con 35 punti: al termine della stagione, Angelo Massimino, imprenditore edile catanese e proprietario della squadra di calcio della Massiminiana, rilevò la società rossazzurra e ne divenne il presidente.
L'avvento della nuova proprietà portò entusiasmo nel tifo catanese; confermato Rubino alla guida tecnica, la squadra si piazzò al terzo posto nel campionato di Serie B 1969-1970 con 48 punti, alle spalle di Varese e Foggia, e ottenne la sua terza promozione in Serie A: decisiva per il ritorno in massima serie, la vittoria all'ultima giornata conseguita per 3-1 ai danni della Reggina sul campo dei calabresi, i cui spalti erano gremiti da circa 12.000 tifosi catanesi. In quella stessa annata, il centravanti rossazzurro Aquilino Bonfanti con le sue 13 realizzazioni, arrivò in testa nella classifica marcatori a pari merito con Roberto Bettega e Ariedo Braida. Altri elementi di forza della squadra furono il portiere Rino Rado, i difensori Luciano Buzzacchera e Luciano Limena, i centrocampisti Romano Fogli e Angelo Pereni.

Squadra del Catania nella stagione 1970-71

L'anno dopo, in massima serie, la rosa risultò fin dall'inizio non essere all'altezza e piazzatasi ultima in classifica con 21 punti, il ritorno in Serie B fu immediato al termine di una stagione culminata con la morte in un incidente stradale del giovane e promettente terzino Limena. La stagione successiva, con l'arrivo degli attaccanti Fulvio Francesconi e Vito D'Amato, la squadra sembrava matura per un immediato ritorno in Serie A, ma gli incidenti scoppiati nelle partite interne contro il Livorno (persa 2-0 a tavolino) e il Como, per opera dei tifosi etnei, determinarono la squalifica del campo per due volte, la prima per quattro e la seconda per cinque giornate, e ciò portò a rallentare la rincorsa al salto di categoria del Catania e a non raggiungere l'obbiettivo.

Squadra del Catania nella stagione 1977-78

Nella stagione 1973-74, il Catania ultimo in classifica retrocedette in Serie C, categoria in cui non militava da 25 anni. Tornato fra i cadetti l'annata successiva, avendo concluso la stagione in testa alla classifica del girone C di Serie C con 57 punti ad un solo punto dal Bari secondo classificato, retrocesse nuovamente in terza serie nella stagione 1976-77 al termine di un campionato perso nelle ultime giornate e che lo videro piazzarsi al penultimo posto. Il Catania tentò l'anno dopo la risalita: arrivato in testa al suo girone con 52 punti assieme alla Nocerina, venne sconfitto da questi per 2-1 nello spareggio promozione disputatosi a Catanzaro. Anche nel 1978-79 si sfiorò la promozione, ma decisiva in negativo risultò la sconfitta in trasferta contro il Pisa per 2-1 nella penultima giornata. Il salto di categoria avvenne la stagione successiva: i rossazzurri, capitanati dall'attaccante Lorenzo Barlassina, vinsero il campionato arrivando in testa a 44 punti e furono promossi in Serie B con una giornata d'anticipo.
Il Catania che negli anni settanta militò tra i campionati di B e C, annoverava tra le sue file giocatori come il portiere Zelico Petrovic, i difensori Carlo Guasti, Giovanni Simonini e Ubaldo Spanio, il regista Guido Biondi, i centrocampisti Adelchi Malaman e Damiano Morra, gli attaccanti Claudio Ciceri e Giampietro Spagnolo. Molti furono anche i giocatori catanesi provenienti dalla Primavera promossi in prima squadra, due dei quali furono schierati titolari, come Antonino Cantone e Guido Angelozzi.
Dopo due discreti campionati conclusi a metà classifica, nella stagione 1982-83, il Catania, allenato da Gianni Di Marzio e capitanato dal portiere Roberto Sorrentino, dopo un percorso lungo e tortuoso, si piazzò terzo in campionato alle spalle di Milan e Lazio, a quota 45 punti assieme a Cremonese e Como, e perciò si dovette ricorrere agli spareggi per determinare la terza neopromossa. Il primo dei tre spareggi, disputati all'Olimpico di Roma, fu quello del 18 giugno 1983 che vide di fronte Catania e Como, vinto dai rossazzurri per 1-0 con la rete di Angelo Crialesi; il secondo, quello tra Como e Cremonese terminò in parità col punteggio di 0-0; il terzo, fu quello tra Catania e Cremonese, anch'esso conclusosi a reti inviolate.

Il Catania della stagione 1982-83.

In virtù del successo conseguito sul Como e del risultato di parità nella gara tra le due formazioni lombarde, il 25 giugno contro la Cremonese ai rossazzurri bastò il pareggio e per la quarta volta nella sua storia il club etneo raggiunse la promozione in Serie A. Lo spareggio-promozione Catania-Cremonese rimase negli annali del calcio per un fatto in particolare: la presenza dei 40.000 tifosi catanesi all'Olimpico da ogni parte d'Italia, un record, in quanto rimane la più numerosa trasferta della storia rossazzurra e tra le più numerose della storia del calcio italiano. Tra i protagonisti di quell'annata sono da ricordare il centravanti Aldo Cantarutti, autore di 12 gol, i difensori Giorgio Mastropasqua, Pier Giuseppe Mosti e Claudio Ranieri, i centrocampisti Roberto Barozzi ed Ennio Mastalli.
Per il ritorno in Serie A la rosa della squadra venne in parte cambiata con l'ingaggio di nuovi giocatori, tra cui i brasiliani Luvanor e Pedrinho, il difensore Giuseppe Sabadini, il centrocampista Ciro Bilardi e Fortunato Torrisi. La stagione 1983-84 in massima serie si rivelò alquanto disastrosa: dopo la vittoriosa gara interna contro il Pisa per 2-0 (doppietta di Cantarutti) alla quarta giornata, il Catania collezionò una lunga serie di risultati negativi che alla dodicesima giornata, nella partita persa in trasferta per 3-0 contro il Genoa, portarono all'esonero di Di Marzio. Al suo posto fu chiamato Giovan Battista Fabbri, ma il cambio di allenatore non invertì il cammino della squadra in campionato: il bilancio finale fu di una sola vittoria, dieci pareggi e ben diciannove sconfitte, molte delle quali con un forte passivo di reti, come il 6-0 dell'ultima giornata subito in casa dell'Inter. La retrocessione in B fu inevitabile essendosi piazzato all'ultimo posto con 12 punti, record negativo assoluto di punti detenuto dalla squadra etnea per il campionato di Serie A a 16 squadre.

Tardelli e Sorrentino in azione nella partita Catania-Juventus (0-2) della stagione 1983-84

La disastrosa annata in massima serie generò malumori tra la tifoseria, che sollecitava il presidente Massimino a farsi da parte. La società non venne ceduta e, rimasto al suo posto, Massimino nominò Giacomo Bulgarelli direttore sportivo e scelse Antonio Renna come allenatore. I due, compagni di squadra ai tempi del Bologna di Fulvio Bernardini, attuarono lo smantellamento di gran parte della rosa. Tra i giocatori che fecero parte dell'organico che ottenne la promozione in Serie A, rimasero soltanto Giovannelli, Mastalli, Mosti e Onorati. Tornarono in rossazzurro il difensore Rosario Picone - prodotto del vivaio etneo - dopo una stagione in prestito al Rende in Serie C1, e l'attaccante Carlo Borghi. Furono confermati i brasiliani Luvanor e Pedrinho. Tra i nuovi arrivi vi furono il portiere Dario Marigo, i centrocampisti Franco Ermini e Alessandro Pellegrini, l'attaccante Guglielmo Coppola.
La permanenza tra i cadetti del Catania durò appena tre stagioni, dal 1984-85 al 1986-87, e si presentò come una delle formazioni tecnicamente più limitate della categoria; il miglior piazzamento di classifica fu quello della seconda stagione, all'undicesimo posto a 36 punti, la stessa in cui si succedettero ben tre allenatori in panchina (Rambone, Bianchetti, Colomban). Nell'ultima stagione in Serie B, la squadra, allenata nuovamente da Gennaro Rambone, poi sostituito da Bruno Pace, concluse il campionato al penultimo posto con 32 punti e retrocedette in Serie C1: decisiva fu la sconfitta subita all'ultima giornata sul campo del Cesena per 2-1. Miglior marcatore della squadra, l'attaccante Orazio Sorbello con appena 7 reti.

## L'era Attaguile (1987-1992)

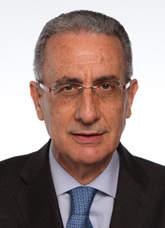
Angelo Attaguile, presidente del Catania dal 1987 al 1991

Massimino, oggetto di dure contestazioni da parte del tifo catanese, decise di ritirarsi e il 30 ottobre 1987 cedette per 6 miliardi di lire la società ad una cordata di imprenditori e professionisti locali capeggiata dall'avvocato Angelo Attaguile. Attaguile divenne presidente, mentre invece altri soci quali Franco Proto e Giovanni Carabellò, assunsero le cariche di amministratore delegato e direttore generale.
Nella stagione 1987-88, nel girone B di Serie C1, la squadra etnea dapprima affidata alla guida tecnica di Osvaldo Jaconi, poi sostituito da Pietro Santin e infine riaffidata a Pace, si piazzò al quindicesimo posto in classifica e rischiò di retrocedere nuovamente in una categoria inferiore: il 12 giugno 1988 disputò a Cosenza lo spareggio contro la Nocerina, che vinse per 2-0 con reti di Marini e Borghi e ottenne la salvezza.
La nuova proprietà promise ai tifosi il ritorno in Serie B del Catania, ma tale promessa si rivelò nei fatti inevasa: la squadra non riuscì a piazzarsi oltre il sesto posto, ottenuto nei campionati 1989-90 e 1991-92. Emersero i primi problemi societari: nel 1989 uno dei soci, Proto, vendette le proprie quote e uscì per dissidi con il presidente Attaguile. Nel 1991, fecero ingresso nella società, Salvatore e Alfio Luciano Massimino - fratello e nipote di Angelo - che rilevarono il 51% delle quote e divennero azionisti di maggioranza. Turi Massimino assunse il ruolo di presidente della società, Alfio Luciano Massimino quello di amministratore delegato, mentre Attaguile rimase nella società come presidente onorario e vicepresidente.

## Il ritorno di Massimino: dalCaso Cataniaalla morte delPresidentissimo

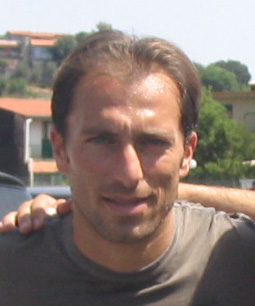
Orazio Russo, giocatore del Catania in periodi diversi, esordì in maglia rossazzurra nella stagione 1991-92

La gestione Attaguile-Massimino si rivelò errata sul piano finanziario e causò alla società un deficit di bilancio di 13 miliardi di lire, frutto di campagne acquisti dispendiose. La società era sull'orlo del fallimento, e perciò Attaguile e i due Massimino furono messi sotto inchiesta da parte della procura del capoluogo siciliano: al primo attribuirono il reato di concussione, i secondi furono accusati di aver commesso diversi reati, quali il falso in bilancio, la falsa comunicazione sociale, l'appropriazione indebita di capitale sociale e di mancato adempimento di atti amministrativi.
Il Catania rischiò di fallire e per salvare la società fu necessario l'intervento finanziario di Angelo Massimino che, con proprie risorse economiche, pagò 200 milioni di lire di stipendi arretrati a sei dei dieci giocatori rossazzurri (Caini, Cipriani, Del Vecchio, Dondoni, Marchetti, Mattei, Palmisano, Salvadori, Spigarelli, Vanzetto) che l'avevano messa in mora, evitando così che costoro potessero svincolarsi. Nell'estate del 1992 Angelo Massimino rilevò le quote di maggioranza possedute dal fratello Salvatore e dal nipote Alfio Luciano: tornato ad essere il presidente del club, si fece carico dei problemi finanziari causati dai suoi predecessori, portando la liquidità necessaria per ridurre notevolmente la situazione debitoria, che passò da circa 15 miliardi a circa 5 miliardi di lire, che consistevano in tasse da versare allo Stato.
Per la stagione 1992-93 a dirigere la squadra - per gran parte confermata nel suo organico - venne chiamato il prof. Salvatore Bianchetti; la squadra si piazzò all'ottavo posto nel girone B di Serie C1 con 34 punti, e contro ogni pronostico, il Catania vinse il derby siciliano sul campo del Palermo - vincitore del campionato - con il risultato di 0-2 con le reti, uno per tempo, di Cipriani e Palmisano. Al La Favorita erano presenti 500 tifosi catanesi.
Al termine di quella stagione la società rossazzurra andò incontro ad una nuova problematica: l'esclusione dal campionato di Serie C1 1993-1994 e la revoca della sua affiliazione per motivi finanziari da parte della FIGC. La vicenda, nota come Caso Catania, vide contrapposti il presidente Massimino e il presidente federale Antonio Matarrese. All'origine della decisione da parte della Federazione, la mancata stipula della fideiussione da parte della società etnea entro i termini stabiliti; fecero seguito una serie di ricorsi alla giustizia sportiva e ai tribunali amministrativi. La decisione finale fu assunta dal TAR del Lazio, che confermò la delibera FIGC con cui il Catania veniva escluso dalla terza serie e al contempo annullò quella relativa alla revoca dell'affiliazione della società alla Federazione. Questo provvedimento evitò la radiazione della società, che poté così mantenere il titolo sportivo e la matricola federale, ma dovette ripartire dal campionato di Eccellenza.
Inserito nel girone B del campionato siciliano di Eccellenza 1993-94, il Catania, allenato da Lorenzo Barlassina, arrivò terzo in classifica a 45 punti a pari merito con il Caltagirone. Pur non avendo conseguito la promozione sul campo, il Catania salì di categoria venendo ripescato al Campionato Nazionale Dilettanti. La stagione 1994-95 vide il Catania vincere il girone I del CND con 51 punti, a soli due punti dal Milazzo secondo classificato. Prima allenato da Pier Giuseppe Mosti e poi da Angelo Busetta, il Catania dominò il campionato e annoverava tra le sue file elementi come Vincenzo Del Vecchio, Massimo Drago, Pasquale Marino, Maurizio Pellegrino, ma soprattutto, Giuseppe Mosca, autentico trascinatore con i suoi 19 gol che gli permisero di piazzarsi primo nella classifica marcatori del girone. Qualificato alle gare per lo scudetto italiano dilettanti, giocò la prima fase contro il Taranto: gli etnei vinsero la partita d'andata giocata in casa per 3-2, ma persero in trasferta per 2-0 e conseguentemente eliminati.
Nella stagione 1995-96 nel girone C di Serie C2, in cui il Catania si piazzò all'ottavo posto, il fattore agonistico passò in secondo piano: il 4 marzo 1996, l'ambiente sportivo catanese e la città di Catania intera, vennero sconvolte dalla scomparsa del presidente Angelo Massimino, morto tragicamente a causa di un incidente automobilistico accadutogli sull'A19 Catania-Palermo nei pressi di Scillato, durante il viaggio di ritorno da Palermo assieme al genero ing. Giuseppe Inzalaco (vicepresidente della società), che era alla guida della vettura e che rimase illeso. A seguito della morte del Cavaliere Massimino, il ruolo di presidente della società venne assunto dalla vedova signora Grazia Codiglione, mentre della gestione amministrativa della società se ne occupò il nipote l'ing. Angelo Russo in qualità di direttore generale.
Nella stagione 1996-97, Busetta venne richiamato alla guida tecnica della squadra ed esonerato dopo la quarta giornata a seguito della sconfitta interna contro la Battipagliese per 2-1. Al suo posto venne chiamato Giovanni Mei, col quale la squadra migliorò gradualmente il proprio percorso in campionato, concludendolo al quarto posto in classifica a 54 punti e qualificandosi ai play-off per accedere alla Serie C1: agli spareggi affrontò la Turris, pareggiando la gara d'andata al Cibali per 0-0 e venendo battuta in quella di ritorno per 1-0 a Torre del Greco. In quella stessa stagione, per il secondo anno consecutivo, il Catania venne eliminato al primo turno di Coppa Italia di Serie C, dai rivali cittadini dell'Atletico Catania (militante in Serie C1), da cui furono sconfitti sia all'andata che al ritorno, rispettivamente per 2-1 e 3-1. La stagione successiva, Mei venne confermato allenatore della squadra, ma non riuscì a ripetere gli stessi risultati di quella precedente, venendo sostituito da Franco Gagliardi: il campionato si concluse con un modesto decimo posto in classifica.
Per la stagione 1998-99 la dirigenza del Catania affidò l'incarico di allenatore a Piero Cucchi e costruì una rosa altamente competitiva che vedeva la presenza di giocatori validi per la categoria: il Catania vinse il girone C della Serie C2 classificandosi in testa a 59 punti e ottenne la promozione diretta in Serie C1, da cui mancava da sei anni. Tra i giocatori più rappresentativi di quella trionfante stagione si possono citare il portiere Francesco Bifera, i difensori Alessandro Cicchetti e Gennaro Monaco, i centrocampisti Umberto Brutto, Igor Marziano e Pietro Tarantino, gli attaccanti Roberto Manca e Francesco Passiatore.
Al ritorno in terza serie la dirigenza cambiò gran parte dell'organico che aveva vinto il campionato precedente; rimasero soltanto Brutto, Manca, Marziano e Passiatore. Guido Angelozzi venne chiamato a svolgere il ruolo di direttore sportivo, mentre invece la panchina venne affidata a Gianni Simonelli. Al termine della stagione 1999-2000, il Catania si piazzò al settimo posto nel girone B di Serie C1 con 49 punti.

## L'era Gaucci: il ritorno in Serie B (2000-2004) e il secondoCaso Catania

Luciano Gaucci, patron del Catania dal 2000 al 2004.

Agli inizi dell'anno 2000, gli eredi Massimino decisero di mettere in vendita il Catania; in lizza per la sua acquisizione vi furono la Famiglia Virlinzi, Luciano Gaucci, Antonino Pulvirenti e Salvatore Massimino. Il 20 maggio, i tifosi del Catania, in aperta contestazione con la dirigenza rossazzurra, organizzarono un imponente corteo per le strade del capoluogo siciliano, dove veniva sollecitata la proprietà a non allungare i tempi delle trattative e cedere immediatamente la società. Il passaggio di proprietà ebbe luogo il 25 maggio: gli eredi Massimino cedettero per 7 miliardi di lire il Catania a Luciano Gaucci, patron di Perugia e Viterbese e azionista di minoranza del Palermo. La cessione ai Gaucci destò sorpresa nell'ambiente sportivo etneo, dato che fino a qualche giorno prima sembrava certa la cessione ai Virlinzi.
Con l'avvento della nuova proprietà, la presidenza venne assunta da Riccardo Gaucci, figlio del patron Luciano; Angelozzi mantenne il ruolo di direttore sportivo mentre il ruolo di direttore generale venne affidato ad Angelo Palmas.
Per la stagione 2000-2001 venne scelto come allenatore Ivo Iaconi e la società etnea ingaggiò numerosi giocatori di categoria; dopo un avvio di stagione deludente, Iaconi venne sostituito da Vincenzo Guerini e nel girone di ritorno la squadra si riprese, si piazzò terza in classifica con 58 punti e accedette ai play-off per la promozione in Serie B. Al primo turno il Catania affrontò l'Avellino, perdendo la gara d'andata per 1-0 in casa degli irpini e vincendo la gara di ritorno per 2-0 con le reti di Davide Cordone e Alessandro Ambrosi; alle finali avversario fu il Messina, con la partita d'andata terminata in parità col risultato di 1-1 (rete per i rossazzurri di Ambrosi su rigore) e quella di ritorno vinta per 1-0 dalla formazione peloritana, che sancì la promozione ai cadetti di quest'ultima.
Lo stesso piazzamento e gli stessi punti furono conseguiti nella stagione 2001-2002; dapprima allenata da Aldo Ammazzalorso, poi sostituito da Pietro Vierchowod, a sua volta sostituito da Francesco Graziani, la squadra era formata per gran parte dagli stessi effettivi della stagione precedente, salvo alcuni innesti come il centravanti Eddy Baggio autore di 18 gol e fratello minore del più noto Roberto. Si qualificò ai play-off: al primo turno il Catania affrontò il Pescara, perdendo la gara d'andata all'Adriatico per 1-0 e vincendo quella di ritorno in casa col medesimo risultato, grazie ad una rete di Massimo Cicconi. Il Catania passò in finale per via del miglior piazzamento ottenuto rispetto agli abruzzesi.

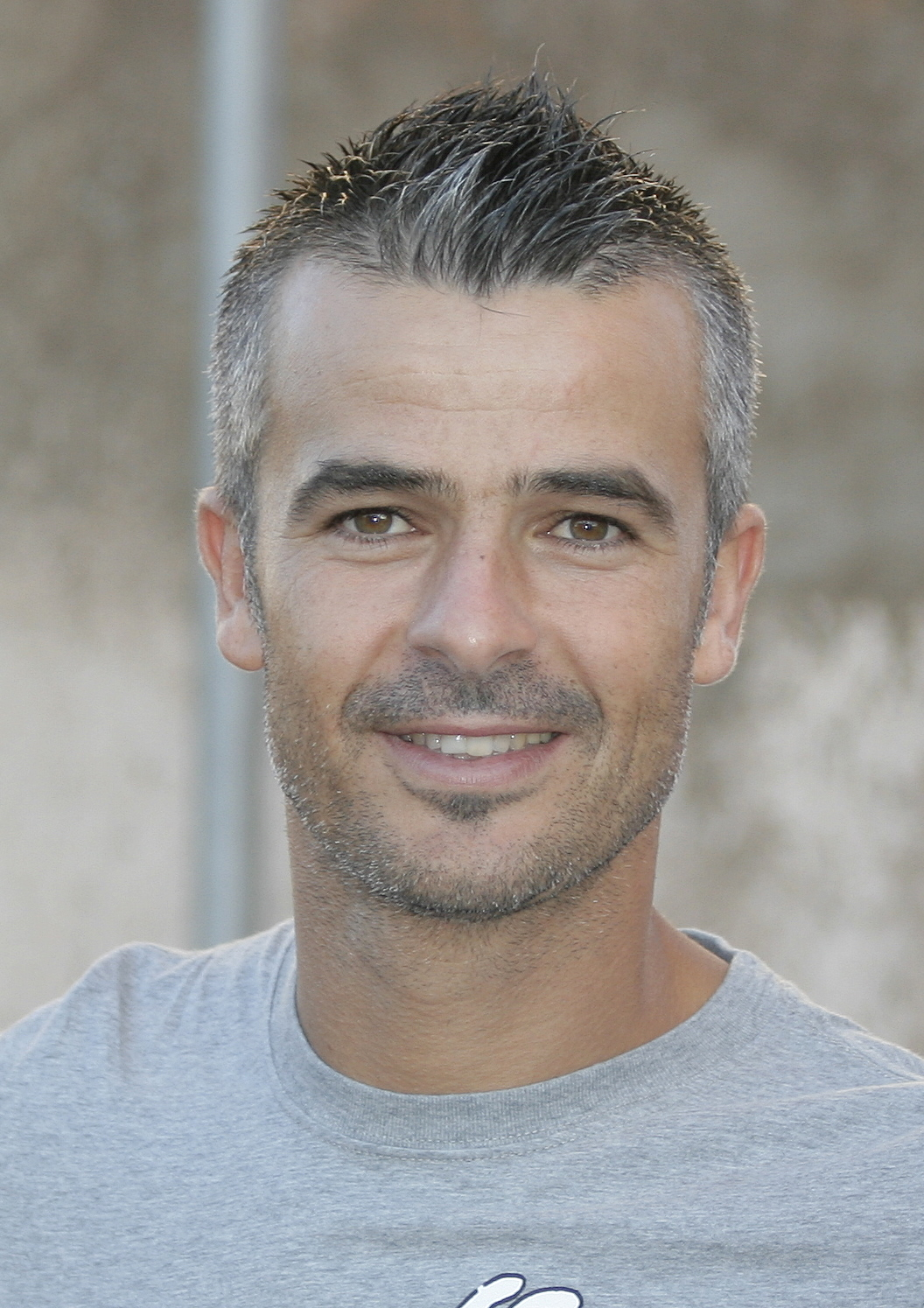
Michele Fini, autore del gol-vittoria nella finale d'andata dei play-off Catania-Taranto nella stagione 2001-2002

La doppia finale per la promozione in Serie B vide di fronte Catania e Taranto: il 2 giugno 2002 si giocò la gara d'andata al Cibali, gremito in ogni settore, che vide il trionfo degli etnei per 1-0 con la rete di Michele Fini. Il 9 giugno, il ritorno allo Iacovone si concluse sul risultato di 0-0 che premiò la squadra di Graziani e permise il ritorno in Serie B dopo ben 15 anni.
Per la stagione 2002-2003 in Serie B venne cambiato gran parte dell'organico con l'ingaggio di molti giocatori di categoria e di grossa esperienza, come Pietro Fusco, Vito Grieco, Giovanni Martusciello, Salvatore Monaco, nonché l'attaccante brasiliano-belga Luís Oliveira. Il cammino della squadra fu altalenante e spesso disastroso, tanto che si verificarono ben cinque cambi di allenatore, da Graziani-Pellegrino a John Toshack, a Edoardo Reja fino al ritorno di Guerini; alla fine del campionato il Catania si classificò al diciassettesimo posto con 44 punti, con conseguente retrocessione in Serie C1; inutile la vittoria all'ultima giornata in casa del Cagliari per 1-2 con doppietta di Carlo Taldo, l'unica vittoria esterna della stagione.
Il verdetto sul campo non venne accettato dai Gaucci che presentarono ricorso e questo portò all'emergere di un nuovo Caso Catania: a distanza di dieci anni dal primo Caso Catania in epoca Massimino, una nuova lotta vedeva contrapposti la società del Catania Calcio e la FIGC, presieduta da Franco Carraro, che si protrasse per l'intera estate del 2003. Dopo numerosi ricorsi inoltrati alla giustizia sportiva e ordinaria e l'intervento del Governo con l'approvazione del DL 220/2003, il Catania mantenne la categoria e poté disputare il successivo campionato fra i cadetti.

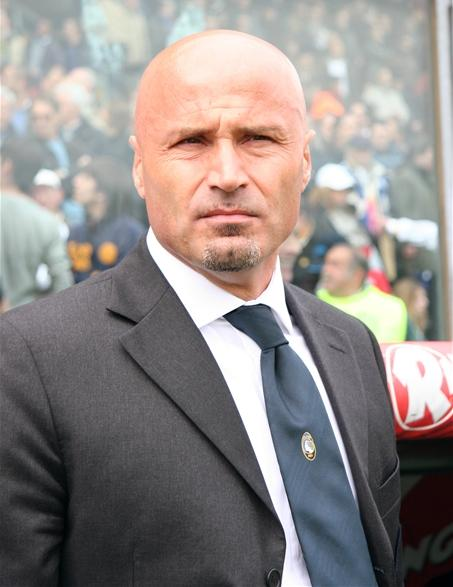
Stefano Colantuono, allenatore del Catania nella stagione 2003-2004.

Per la stagione 2003-2004, con una Serie B notevolmente allargata a causa delle suddette vicende giuridiche di precampionato, il mercato della società etnea dovette svolgersi in poco tempo e numerosi furono i giocatori arrivati in prestito da altre squadre come Gennaro Delvecchio, Andrea Giallombardo, Giuseppe Mascara, Luigi Pagliuca, Lorenzo Squizzi, Guglielmo Stendardo e altri. L'allenatore fu Stefano Colantuono, che guidò la squadra per l'intera stagione con piazzamento finale al nono posto in classifica con 67 punti.

## L'era Pulvirenti-Lo Monaco: il ritorno in Serie A
A tre giornate dalla conclusione del campionato, il 26 maggio 2004 l'imprenditore belpassese Antonino Pulvirenti rilevò il Catania dai Gaucci con un'operazione da 15 milioni di euro, di cui 5 per ripianare i debiti della società. Pulvirenti all'epoca proprietario dell'Acireale, militante in Serie C1, ne divenne il presidente, e al suo seguito dal club granata arrivò anche l'amministratore delegato Pietro Lo Monaco.
La nuova proprietà venne accolta in modo entusiastico dai tifosi catanesi; la stessa stabilì come obiettivo il raggiungimento della Serie A in poco più di tre anni, dopo due stagioni di transizione, per militare stabilmente per anni nella massima serie. Nel corso dell'estate 2004 si dovette rinnovare la quasi totalità della rosa, dato che la maggior parte dei giocatori della precedente stagione erano in prestito. Dall'Acireale al Catania passarono l'allenatore Maurizio Costantini e diversi giocatori quali Maurizio Anastasi, Antonino Cardinale, Ciro Danucci, Massimo Lo Monaco, Giovanni Paschetta, Ciro Polito, Orazio Russo e Andrea Suriano; furono ingaggiati alcuni giocatori di esperienza come Salvatore Bruno, Marco Ferrante, Salvatore Fresi, Salvatore Miceli, Armando Pantanelli, Davor Vugrinec e Johan Walem, la cui permanenza fu breve; della precedente proprietà rimasero soltanto Baggio, Firmani, Kanyengele e Terra, gli unici di proprietà del Catania.
Il campionato 2004-2005 iniziò con molti insuccessi, e all'undicesima giornata ci fu l'esonero di Costantini. Al suo posto venne chiamato l'esperto allenatore Nedo Sonetti, che portò la squadra a piazzarsi in una posizione tranquilla al dodicesimo posto a 55 punti. Merito fu pure del mercato di riparazione di gennaio che aveva portato in prestito giocatori come Fernando Menegazzo dal Siena, Jeda dal Piacenza e Graziano Pellè dal Lecce.

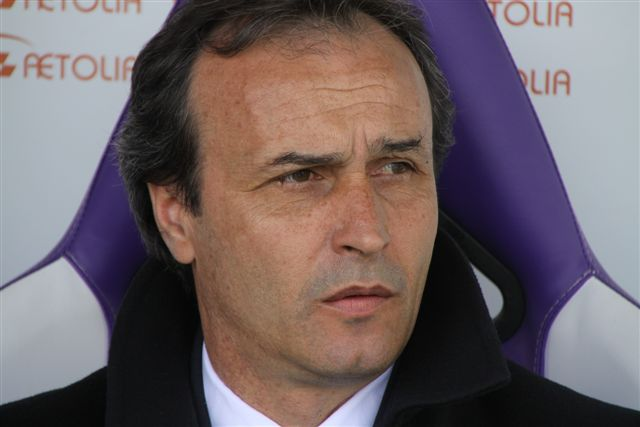
Pasquale Marino, allenatore del Catania promosso in Serie A nella stagione 2005-2006.

Per la stagione 2005-2006 l'organico venne in gran parte cambiato: dall'Arezzo arrivarono l'allenatore Pasquale Marino e i giocatori Roberto De Zerbi, Umberto Del Core e Gionatha Spinesi, quest'ultimo capocannoniere della Serie B nella stagione precedente. Arrivarono inoltre giocatori dalla lunga militanza in massima serie come Davide Baiocco, Mattia Biso, Ezio Brevi, Giorgio Lucenti, Renato Olive e Andrea Sottil. Il fantasista calatino Giuseppe Mascara tornò in maglia rossazzurra, svincolatosi dal fallito Perugia dei Gaucci, che con Spinesi formò una delle più forti coppie d'attacco della categoria. La compagine rossazzurra si impose come tra le più forti del campionato cadetto: dopo un discreto inizio e la pesante sconfitta subita per 3-0 sul campo del Mantova alla decima giornata, il Catania riportò una lunga serie di risultati utili che gli permisero di entrare nella lotta per la promozione in Serie A. Il 28 maggio 2006, ultima giornata del campionato di Serie B, con uno stadio Massimino totalmente esaurito, il Catania sconfisse in casa l'AlbinoLeffe per 2-1 con le reti di Spinesi e Del Core, vittoria che sancì la promozione diretta in Serie A. Gli etnei si piazzarono al secondo posto in classifica a 78 punti, a sole tre lunghezze dalla capolista Atalanta, formazione che i rossazzurri sconfissero sia nella partita d'andata al Massimino (4-1) che in quella di ritorno a Bergamo (1-2). Il Catania tornava in Serie A dopo ben 22 anni e con una stagione d'anticipo rispetto a quanto programmato dalla dirigenza.
L'organico che ottenne la promozione dai cadetti venne in parte cambiato con l'innesto di elementi di categoria come Giuseppe Colucci, il ghanese Mark Edusei e Lorenzo Stovini, o di calciatori stranieri misconosciuti come il giapponese Takayuki Morimoto e il peruviano Juan Manuel Vargas. La stagione 2006-2007 in Serie A venne inaugurata con una vittoria alla prima giornata, rimediata in campo esterno ai danni del Cagliari per 0-1 con rete di Giorgio Corona: la squadra disputò un ottimo girone d'andata, tanto da riuscire a classificarsi in quarta posizione; tuttavia però, nel girone di ritorno ci fu un calo di rendimento, in particolare dopo il derby contro il Palermo perso in casa per 1-2, che diede origine agli scontri del 2 febbraio 2007 che costarono la vita all'ispettore di polizia Filippo Raciti e causarono la squalifica dello Stadio Massimino fino a fine stagione, decisa dal giudice sportivo. Il Catania fu obbligato a giocare quasi tutto il girone di ritorno in campo neutro e a porte chiuse; a causa delle numerose sconfitte subite - alcune pesanti, come il 7-0 inflittogli dalla Roma all'Olimpico - la squadra si ritrovò a lottare per la salvezza, che ottenne all'ultima giornata in campo neutro a Bologna battendo per 2-0 il Chievo Verona con reti di Fausto Rossini e Mauro Minelli, che vide la prima retrocessione dei veneti dalla Serie A. I rossazzurri mantennero così la categoria concludendo il campionato al tredicesimo posto in classifica a 41 punti.

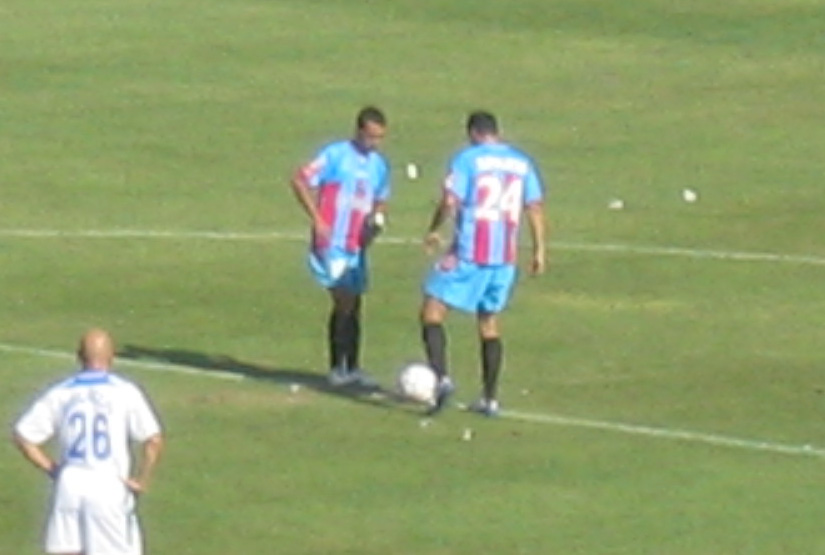
Mascara e Spinesi rispettivamente secondo e terzo calciatore più prolifici nella storia del Catania con 61 e 49 gol tra campionato e coppe.

Nella stagione 2007-2008, i rossazzurri allenati da Silvio Baldini, disputarono un discreto girone d'andata, per poi calare al girone di ritorno; Baldini venne esonerato alla trentunesima giornata dopo la sconfitta interna col Torino e al suo posto venne chiamato Walter Zenga. La salvezza fu ottenuta nelle ultime partite con la matematica certezza della salvezza che arrivò all'ultima giornata grazie al pareggio interno per 1 a 1 ottenuto contro la Roma in un Massimino gremito di tifosi rossazzurri, e la formazione etnea si piazzò diciassettesima in classifica a 37 punti, ad una sola lunghezza dall'Empoli retrocesso con 36 punti. Migliore fu l'andamento in Coppa Italia: per la prima volta nella sua storia, il Catania accedette alle semifinali del torneo, dove affrontò la Roma. Passarono in finale i giallorossi che vinsero per 1-0 all'andata in casa e pareggiarono per 1-1 al Massimino.
Zenga fu confermato anche per la stagione successiva, in cui il Catania ottenne la salvezza piazzandosi quindicesimo a 43 punti con una tranquilla salvezza. La stagione 2008-2009, è ricordata per le due vittorie riportate ai danni del Palermo: 2-0 all'andata al Massimino con reti di Jorge Andrés Martínez e Giuseppe Mascara, 0-4 al Barbera di Palermo con reti di Pablo Ledesma, Takayuki Morimoto, Giuseppe Mascara e Michele Paolucci. Il terzo gol siglato da Mascara fu un capolavoro rimasto nella memoria degli sportivi catanesi: con un pallonetto scagliato da centrocampo realizzò uno dei gol più belli della stagione, una prodezza che gli fece guadagnare gli applausi degli spettatori palermitani. Due vittorie prestigiose furono conseguite la stagione successiva: allenato da Siniša Mihajlović (subentrato all'esonerato Gianluca Atzori), il Catania vinse alla diciassettesima giornata per 1-2 in casa della Juventus con reti di Martínez e Izco; alla ventottesima giornata, la grande vittoria in casa sull'Inter in rimonta, per 3-1, Maxi López, Mascara e Martínez: il secondo gol di Mascara su rigore, fu tirato a cucchiaio da parte del giocatore rossazzurro.

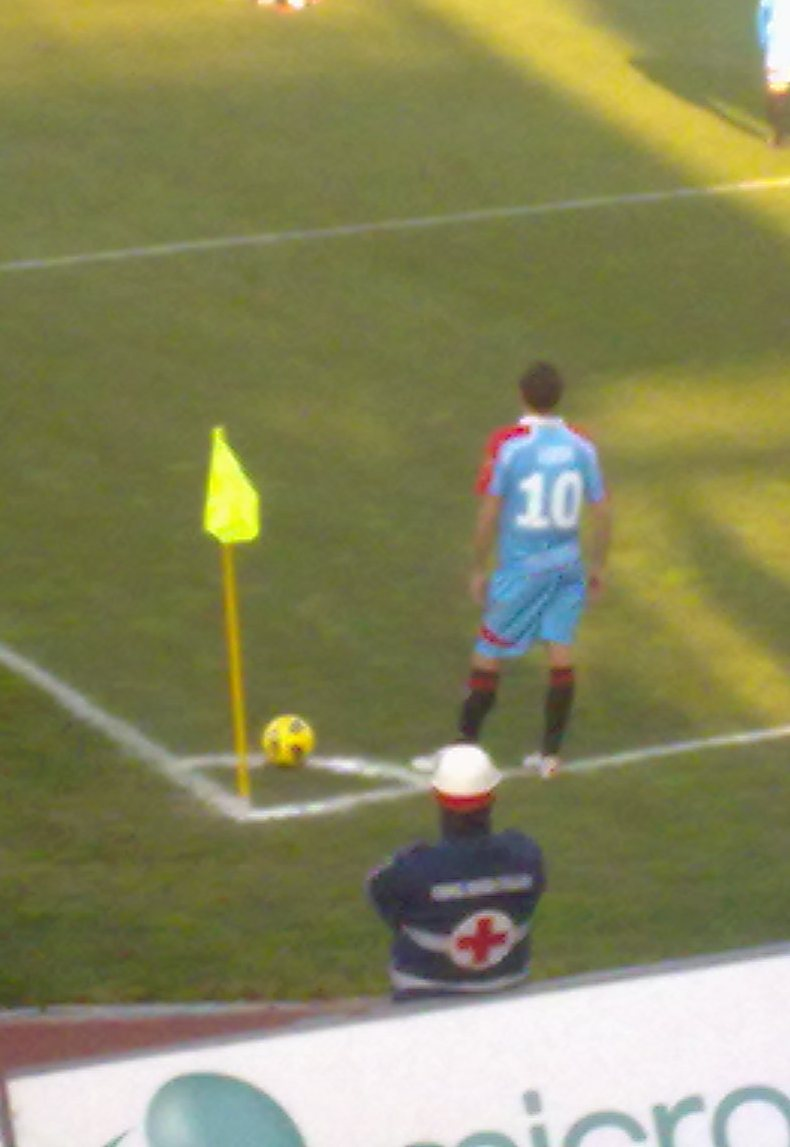
Francesco Lodi, per anni uno dei più forti e prolifici centrocampisti Italiani.

Il 28 maggio 2008, Marco Biagianti e Giuseppe Mascara vengono convocati in Nazionale dal CT Marcello Lippi per la partita Italia-Irlanda del Nord disputata a Pisa il 6 giugno, terminata 3-0 per gli azzurri: furono i primi giocatori in assoluto del Catania ad indossare la maglia azzurra, dei quali però a essere impiegato in campo nell'incontro coi nordirlandesi fu il solo Mascara, partito titolare dall'inizio e sostituito nella ripresa da Pasquale Foggia.
La stagione 2009-2010 è la tredicesima in Serie A. Il Catania parte male in campionato e il tecnico Atzori viene esonerato; al suo posto viene ingaggiato il serbo Siniša Mihajlović, sotto il quale il Catania ottiene una vittoria sulla Juventus a Torino, sconfigge l'Inter del triplete per 3-1 e vince il derby della Sicilia sconfiggendo il Palermo 2-0. Il Catania chiude il campionato al 13º posto con 45 punti (36 fatti dal nuovo allenatore Mihajlović). In Coppa Italia, il Catania viene eliminato dalla Roma ai quarti di finale per 1-0.
Una delle caratteristiche del Catania dell'epoca Pulvirenti-Lo Monaco in Serie A, è stato certamente l'impressionante numero di calciatori argentini che costituivano la sua rosa: alla stagione 2010-2011 ben 12 erano i giocatori di nazionalità argentina presenti nell'organico, molti dei quali schierati titolari, come il portiere Mariano Andújar, i difensori Pablo Sebastián Álvarez, Matías Silvestre, Nicolás Spolli, i centrocampisti Ezequiel Carboni, Alejandro Darío Gómez, Adrián Ricchiuti, Ezequiel Schelotto, gli attaccanti Maxi López e Gonzalo Bergessio; una cospicua presenza rendeva il Catania la squadra europea con più calciatori sudamericani (nel cui novero va incluso pure il brasiliano Raphael Martinho). Fantasista della squadra, l'italiano Francesco Lodi. Allenatore per tutto il girone d'andata è stato Marco Giampaolo, poi sostituito da Diego Simeone, argentino che si aggiungeva alla folta colonia di suoi connazionali del Catania. Particolarmente importante è la vittoria in casa nel derby contro il Palermo per 4-0. Alla penultima giornata, con la vittoria contro la Roma (che ne decreta la mancata qualificazione alla Champions League), il Catania raggiunge il tredicesimo posto con 46 punti e stabilisce il suo nuovo record di punti in Serie A.

Al 2011 risale l'inaugurazione del Torre del Grifo Village, il nuovo e grande centro sportivo del Catania, dove si allenano la prima squadra, la primavera e le giovanili. Il centro, situato in località Torre del Grifo a Mascalucia, diventava anche la nuova sede legale della società.

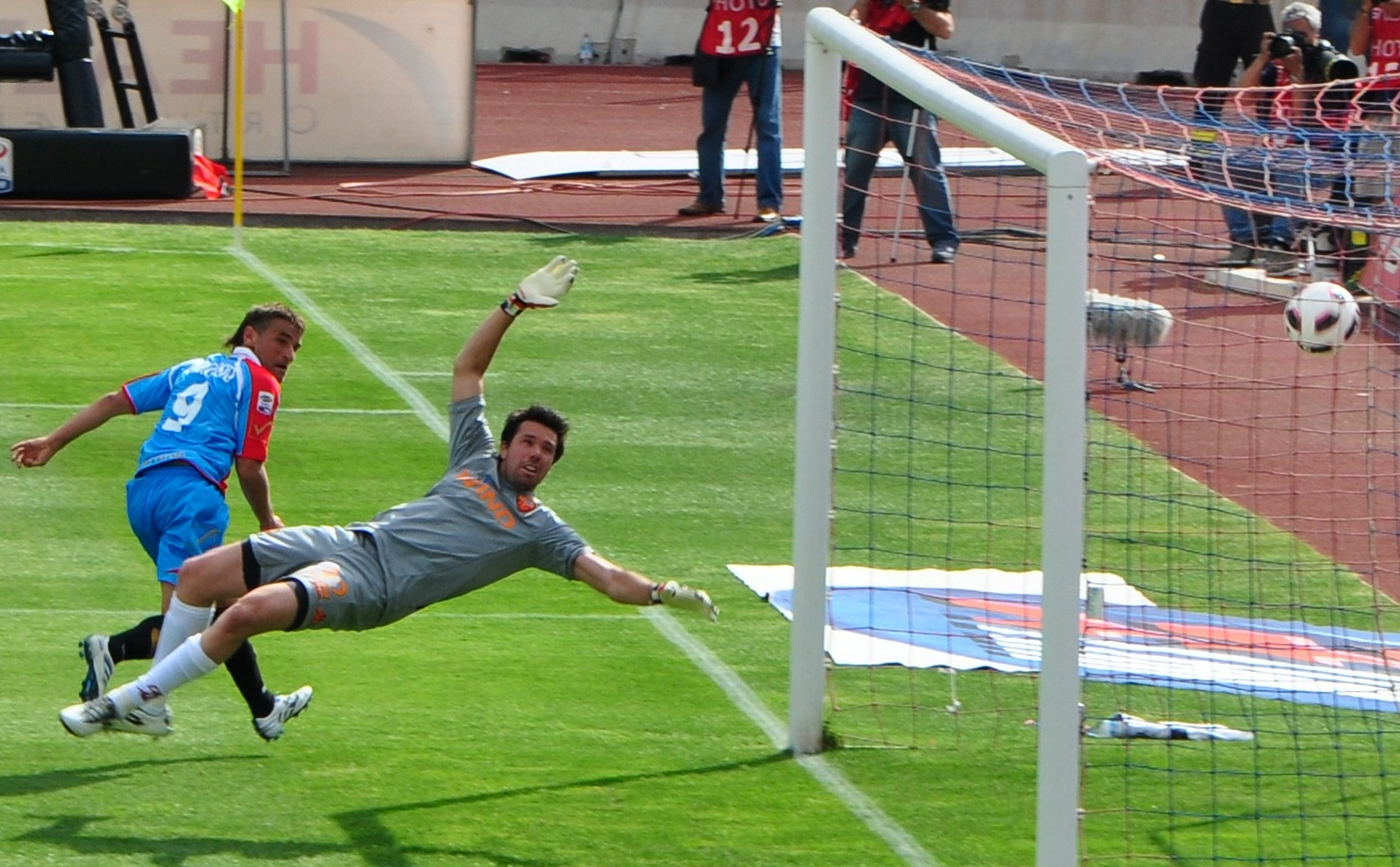
L'attaccante Gonzalo Bergessio mentre segna il gol nella partita Catania-Roma (2-1) della stagione 2010-2011

Per la stagione 2011-2012 venne scelto come allenatore Vincenzo Montella: la squadra, innestata da esperti giocatori come Nicola Legrottaglie, Sergio Bernardo Almirón e David Suazo rimane a lungo in lotta per un piazzamento nelle coppe Europee e stabilisce un altro record: undicesimo posto in classifica a quota 48 punti. Tra i risultati più importanti figurano le vittorie contro Napoli e Palermo e i pareggi contro Juventus, Milan, Roma e Inter. In quella stessa stagione emersero problemi in seno alla società: il 23 aprile 2012, l'amministratore delegato Lo Monaco ufficializzava le sue dimissioni dalla carica; all'origine della sua decisione, i contrasti sorti con il presidente Pulvirenti. La società in seguito individuava il sostituto in Sergio Gasparin che diventava il nuovo amministratore delegato del Catania; assieme a Gasparin arrivò Rolando Maran, scelto come nuovo allenatore.
Nella stagione 2012-2013, con una rosa in larga parte confermata, il Catania di Maran disputò un campionato di alto livello, sfiorando una storica qualificazione in Europa League: classificatosi all'ottavo posto a 56 punti, i rossazzurri conseguirono il miglior risultato di sempre in Serie A con il nuovo record di punti. In Coppa Italia, il Catania raggiunge i quarti di finale. Nonostante l'ottima stagione, il 22 maggio 2013 l'ad Gasparin lasciò, senza polemiche, il proprio incarico in società.

## La doppia retrocessione dalla Serie A alla Lega Pro
Per il ruolo di amministratore delegato lasciato libero da Gasparin, la società incaricava l'argentino Pablo Cosentino, già membro del consiglio d'amministrazione. Maran veniva confermato anche per la stagione 2013-2014, che però non si rivelava positiva come la precedente: la squadra iniziava male il proprio cammino e ciò costava la panchina al tecnico trentino, sostituito da Luigi De Canio. Il cambio alla guida tecnica non incise sull'andamento in campionato, che rimaneva comunque negativo; nelle ultime giornate De Canio venne sostituito da Maurizio Pellegrino. Nonostante alcune vittorie riportate nelle ultime giornate (come il 4-1 sulla Roma alla trentaseiesima giornata), la squadra etnea rimase agli ultimi posti della classifica: piazzatasi al diciottesimo posto a 32 punti, dopo otto stagioni consecutive in massima serie, il Catania retrocedette in Serie B. Determinanti furono anche i risultati ottenuti dalle altre formazioni in lotta per la salvezza, come il Sassuolo che a due giornate dalla fine ottenne una clamorosa vittoria esterna contro la Fiorentina per 3-4, consentendo agli emiliani di salvarsi a soli due punti di vantaggio dal Catania.

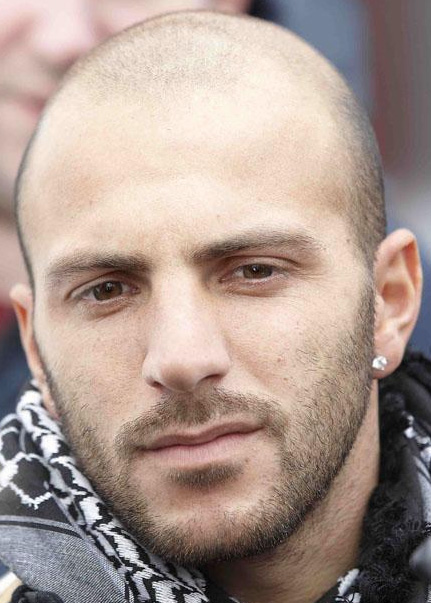
Alessandro Rosina, giocatore del Catania nella stagione 2014-2015.

Al ritorno tra i cadetti, nella stagione 2014-2015 i tifosi auspicavano un'immediata risalita in Serie A, ma le loro aspettative verranno smentite dal campionato deludente della propria squadra: nonostante una rosa formata da elementi di prim'ordine per la categoria, come il portiere belga Jean-François Gillet, i difensori Luca Ceccarelli, Lorenzo Del Prete e Antonio Mazzotta, i centrocampisti Manuel Coppola, Fabián Rinaudo, gli attaccanti Emanuele Calaiò, Riccardo Maniero e Alessandro Rosina, la squadra etnea ottenne un modesto quindicesimo posto in classifica a 49 punti. Per quattro volte era stato cambiato l'allenatore: Pellegrino confermato dalla stagione precedente, venne esonerato dopo tre giornate e sostituito da Giuseppe Sannino; questi si dimise dopo la diciottesima giornata (in cui il Catania perse 4-2 in casa del Livorno) e al suo posto venne richiamato Pellegrino. Esonerato nuovamente Pellegrino a gennaio, al suo posto venne chiamato Dario Marcolin, già allenatore in seconda dei rossazzurri in Serie A al fianco di Mihajlović.
Il campionato del Catania in Serie B venne reso ancor più negativo da un'inchiesta giudiziaria aperta il 23 giugno 2015 dalla Procura della Repubblica di Catania. Nell'ambito di questa inchiesta denominata I treni del gol, vennero arrestate sette persone, tra cui il presidente Pulvirenti, l'ad Cosentino e il direttore sportivo Delli Carri, accusate di frode in competizioni sportive e truffa: secondo l'accusa cinque partite disputate dal Catania sarebbero state combinate attraverso pagamenti di denaro. A seguito di intercettazioni eseguite dagli inquirenti, le partite individuate dalla magistratura come truccate furono quelle contro il Varese vinta per 0-3, contro il Trapani vinta per 4-1, contro il Latina vinta per 1-2, contro la Ternana vinta per 2-0, contro il Livorno pareggiata 1-1 Pulvirenti interrogato dal procuratore federale Stefano Palazzi, rilasciò molte dichiarazioni in cui ammise le proprie responsabilità sul caso e chiese il patteggiamento, anche al fine di scongiurare un'eventuale retrocessione d'ufficio in Serie D della squadra; per questo, il procuratore chiese al tribunale federale della FIGC, la retrocessione in Lega Pro per i rossazzurri e 5 punti di penalizzazione: la richiesta venne accolta dal tribunale federale ma ulteriormente inasprita con decreto emesso il 20 agosto, in cui furono decisi 12 punti di penalizzazione e 150 000 euro di ammenda per la società. Il Tribunale dispose inoltre l'inibizione di Pulvirenti per 5 anni (più un'ammenda di 300 000 euro), di Cosentino per 4 anni (più un'ammenda di 150 000 euro) e del dirigente Di Luzio per 5 anni più preclusione (e ammenda di 150 000 euro). A seguito di ricorso presentato alla CAF dalla società rossazzurra, i punti di penalizzazione furono ridotti da 12 a 9.
La bufera giudiziaria abbattutasi sul Catania ebbe ripercussioni sulla struttura societaria, con, in primo luogo, le dimissioni da presidente di Pulvirenti e lo scioglimento del consiglio di amministrazione: l'assemblea dei soci del club provvedette così alla nomina ad amministratore unico di Carmelo Antonio Milazzo. Successivamente, ufficializzata la partecipazione al girone C del campionato di Lega Pro, venne scelta la nuova dirigenza, formata da Marcello Pitino quale direttore generale, Giuseppe Bonanno direttore sportivo, Fabrizio Ferrigno collaboratore area tecnica. L'organico della squadra venne totalmente rifondato con la cessione di tutti i giocatori in forza al Catania la stagione precedente, eccetto alcuni provenienti dalla primavera, come Andrea Di Grazia e Tino Parisi. Tra i nuovi giocatori ingaggiati si ricordano il portiere Elia Bastianoni, i difensori Dario Bergamelli, Stefano Ferrario e Desiderio Garufo, i centrocampisti Ivan Castiglia, Domenico Di Cecco, Luigi Falcone e Andrea Russotto, gli attaccanti Caetano Prósperi Calil - capocannoniere con la maglia della Salernitana nella stagione precedente - Arturo Lupoli e Fabio Scarsella. Tornò in maglia rossazzurra, l'attaccante Gianvito Plasmati. Allenatore Giuseppe Pancaro.
Nella stagione 2015-2016, con un iniziale handicap di ben 9 punti di penalizzazione, il Catania, disputò un discreto girone d'andata in cui conseguì molte vittorie, soprattutto interne; al girone di ritorno la squadra era in fase calante e cominciò a registrare una lunga serie di sconfitte, una delle quali subita in casa contro la Casertana (0-1) che causò l'esonero di Pancaro, rimpiazzato da Francesco Moriero. Alla fine della stagione la squadra, ritrovatasi a lottare per non retrocedere in Serie D, si piazzò tredicesima in classifica a 39 punti, evitando così i play-out.
Nell'estate seguita alla prima deludente stagione in Lega Pro, si verificarono nuovi mutamenti in ambito societario: il 9 giugno 2016, il Calcio Catania presieduto dal dott. Davide Franco di UDA Finaria (holding che controlla la società), ufficializzava il ritorno di Pietro Lo Monaco come amministratore delegato e membro del consiglio di amministrazione, riconciliatosi col patron Pulvirenti. Per il successivo campionato in terza serie, la squadra deve ripartire con una penalizzazione di 7 punti in classifica, 6 inflittagli dalla FIFA per il ritardato pagamento delle rate da versare al Racing Avellaneda per l'acquisto del giocatore Lucas Castro del 2012, 1 invece dalla Covisoc per il mancato pagamento di ritenute IRPEF e contributi INPS relativi agli emolumenti dei tesserati per le prime due mensilità del 2016.

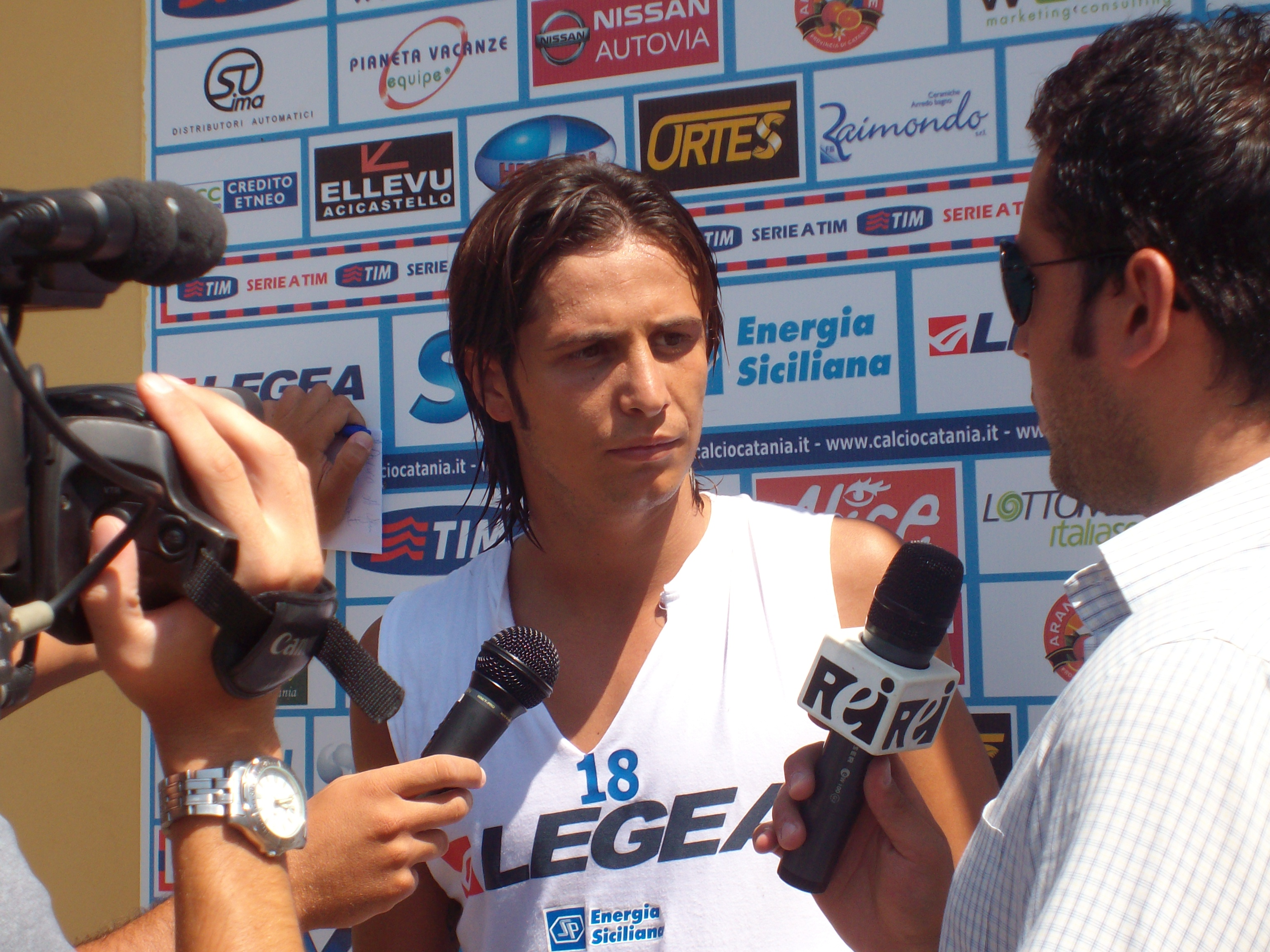
Marco Biagianti, giocatore del Catania in Serie A dal 2007 al 2013. Nel 2016 scende di categoria pur di tornane a Catania.

Per la stagione 2016-2017, la società sceglie come allenatore il messinese Pino Rigoli, in precedenza allenatore dell'Akragas. L'organico viene cambiato per la gran parte dei suoi effettivi e vede il ritorno di giocatori che hanno militato nella squadra etnea in Serie A, come il difensore Giovanni Marchese e il centrocampista Marco Biagianti. Alla venticinquesima giornata di campionato, la sconfitta esterna contro l'Akragas per 2-1, causa l'esonero di Rigoli; al suo posto viene chiamato Mario Petrone, che però rassegna le dimissioni dopo sole tre giornate di insediamento sulla panchina rossazzurra. La guida tecnica viene affidata a Giovanni Pulvirenti. I rossazzurri concludono il campionato con un modesto undicesimo posto in classifica a 47 punti, che gli consente comunque di qualificarsi alla prima fase eliminatoria dei play-off, in quanto il Matera, terzo classificato, essendo finalista di Coppa Italia di Lega Pro contro il Venezia vincitore del girone B di Lega Pro, accede direttamente alla seconda fase; ai playoff incontrano la Juve Stabia, contro la quale pareggiano per 0-0: il risultato permette ai campani di qualificarsi alla seconda fase in virtù del miglior piazzamento in classifica da loro conseguito.
Per la stagione di Serie C 2017-2018 è ingaggiato, il tecnico Cristiano Lucarelli. In estate la squadra viene notevolmente rinforzata con l'obbiettivo di vincere il campionato. Il duello con il Lecce per il primato della classifica e dunque la promozione diretta in Serie B si protrae per tutta la stagione, che il Catania conclude al secondo posto con 70 punti, quattro in meno dal Lecce capolista, complice una flessione nel finale, con due sconfitte alla terzultima e penultima giornata di campionato. Seconda in classifica, la squadra catanese accede direttamente ai quarti di finale di play-off, dove elimina la Feralpisalò (1-1 in trasferta e 2-0 in casa), ma in semifinale è eliminata, al termine di due combattute sfide, dal Siena dopo i tiri di rigore (sconfitta per 1-0 al Franchi di Siena e vittoria per 2-1 al Massimino al termine dei tempi supplementari).
Per la stagione 2018-19 il Catania si affida all'allenatore Andrea Sottil, scelto dopo l'ottima stagione a Livorno terminata con la promozione in Serie B. Gli etnei sono tra i protagonisti del mercato estivo con conferme importanti come quelle di Pisseri, Biagianti e Lodi e l'arrivo di giocatori di esperienza come Tommaso Silvestri, Luigi Scaglia, Cristian Llama, e Alessandro Marotta. La stagione del Catania inizia, però, in modo anomalo: in seguito alle mancate iscrizioni di Avellino, Bari e Cesena gli etnei chiedono il ripescaggio in serie B. Le speranze di partecipare alla serie cadetta vengono spezzate quando il commissario straordinario della FIGC blocca tutti i ripescaggi in cadetteria, in violazione delle norme federali. Il Catania ricorre prima al tribunale federale della FIGC e poi al TAR del Lazio. Pur aspettando l'esito dei ricorsi, il Catania inizia il campionato di serie C il 29 settembre. Costretto a saltare le prime tre giornate, la stagione inizia nel migliore dei modi con le vittorie contro Rende e Vibonese; nonostante i molti mesi di inattività e il ritardo di preparazione atletica, gli Etnei lottano per buona parte della stagione per la prima posizione in classifica, ma a partire da febbraio la squadra diventa incostante, alternando ottime prestazioni a pessime sconfitte. La società dunque decide di sollevare dall'incarico di allenatore Andrea Sottil, scegliendo come suo sostituto Walter Novellino, ma anche con il nuovo tecnico la squadra non riesce ad avere la continuità di risultati necessaria per vincere il campionato: infatti, dopo le due vittorie iniziali contro Catanzaro e Juve Stabia, che portano il Catania al secondo posto a quattro punti dalla vetta, arrivano una serie di risultati negativi che costringono la squadra a rinunciare alla vittoria del campionato, venendo scavalcata anche dal Catanzaro, classificandosi quarta con 65 punti. Sfumati il primo posto e la promozione diretta in serie B, il Catania è costretto a giocare i play-off, con la società che decide di esonerare Novellino e richiamare Sottil. Da quarto classificato il Catania salta il primo turno dei play-off, al secondo turno batte la Reggina per 4-1, ai quarti di finale supera il Potenza al termine di due combattute sfide, in semifinale incontra il Trapani], venendo eliminato dopo due pareggi in virtù del miglior piazzamento degli avversari in campionato.
Per la stagione 2019-2020 il Catania si affida all'allenatore Andrea Camplone. Gli Etnei puntano, anche per questa stagione, alla promozione diretta, nel mercato estivo effettuano conferme importanti come quelle di Biagianti, Lodi, Sarno, Di Piazza e acquistano giocatori giovani e d'esperienza come Jacopo Furlan, Davide Di Molfetta, Nana Welbeck, Jacopo Dall'Oglio e Andrea Mazzarani, che ritorna dopo un anno alla Unione Sportiva Salernitana. La stagione inizia nel migliore dei modi con le vittorie contro l'Avellino e la Virtus Francavilla, per poi avere un andamento discontinuo con successi interni seguiti da disfatte esterne, che portano all'esonero del tecnico e al ritorno sulla panchina rossoazzurra di Cristiano Lucarelli il 22 ottobre.

## La proprietà SIGI, i problemi finanziari e il fallimento della società (2020-2022)
Nella stagione 2019-2020, in cui il Catania conduce un discreto campionato che lo porta a qualificarsi ai play-off, persi al secondo turno contro la Ternana, emergono gravi problemi finanziari per la società etnea, che rischia di fallire. Nel gennaio 2020, il dirigente sportivo Fabio Pagliara e l'ex tecnico Maurizio Pellegrino, rappresentanti di una cordata di imprenditori e liberi professionisti, presentano un'offerta di acquisto, rifiutata dalla proprietà. La holding UDA Finaria S.p.A. di Antonio Pulvirenti, che deteneva il 95,4% delle azioni del club rossoazzurro, sei mesi più tardi, il 16 luglio, viene dichiarata fallita dal Tribunale di Catania. Viene perciò indetta la procedura competitiva per rilevare il club, alla quale si presenta un solo soggetto, la Sport Investiment Group Italia S.p.A., nota come SIGI, creata dalla cordata Pagliara-Pellegrino, alla quale viene assegnato il 23 luglio, salvandolo dal rischio fallimento. Il passaggio di proprietà segna la fine dell'era Pulvirenti, durata sedici anni.
L'acquisto da parte della SIGI ha permesso al club di mantenere sia la storica matricola federale "11700" sia la categoria: nell'agosto 2020 la nuova proprietà, dopo aver compiuto tutti gli adempimenti necessari, ha potuto regolarmente iscrivere il Catania al campionato di Serie C 2020-2021. Il restante 4,6% del club, non oggetto dell'asta fallimentare della Finaria e appartenente alla società Meridi S.r.l. dello stesso Pulvirenti, è stato acquisito dalla SIGI il 17 novembre. Viene allestita una rosa di giocatori la cui guida tecnica viene affidata all'allenatore Giuseppe Raffaele Addamo, proveniente dal Potenza. Il Catania svolge un buon campionato che conclude al sesto posto, qualificandosi ai play-off, dove però viene eliminato dal Foggia.
Il 16 gennaio 2021, viene firmato un preliminare di acquisto, con cui un gruppo di investitori rappresentato dall'avvocato statunitense Joe Tacopina si impegna ad acquistare da SIGI il 100% del pacchetto azionario della società rossoazzurra ma alla fine di maggio l'acquisto non si concretizza.
Nonostante la crisi finanziaria della società continui ad aggravarsi, comportando anche il mancato pagamento degli stipendi dei calciatori per il mese di luglio, la dirigenza riesce comunque a formalizzare l'iscrizione al campionato per la stagione 2021-22. Oltre alla conferma di Francesco Baldini sulla panchina rossoazzurra, viene allestito un organico composto in prevalenza da atleti svincolati o in prestito da altre società, fra cui il difensore argentino Juan Monteagudo, i centrocampisti Kevin Biondi e Jean Freddi Greco, e i giovani attaccanti Leon Šipoš e Luca Moro.
Nelle prime gare di campionato, il Catania ha un andamento discreto che lo pone a metà classifica. Tuttavia, già a ottobre emergono nuovi problemi in seno alla società rossoazzurra, con l'uscita dalla compagine azionaria di SIGI di un socio, l'imprenditore Angelo Maugeri, e con la messa in mora da parte dei giocatori, a causa degli stipendi non pagati. Il mese successivo, a metà novembre, Nicola Le Mura rassegna le proprie dimissioni da amministratore unico della società rossoazzurra, carica per la quale SIGI nomina Sergio Santagati, già direttore commerciale e marketing del club. Il 17 novembre, la sezione fallimentare del Tribunale di Catania, su richiesta del Procuratore della Repubblica, si riunisce in camera di consiglio per valutare l'istanza di fallimento dal medesimo formulata: i giudici rinviano il procedimento al 21 dicembre, e dispongono altresì una consulenza tecnica d'ufficio per verificare lo stato patrimoniale della società rossoazzurra.
I problemi finanziari della società incidono anche sulla classifica: il 2 dicembre, il Tribunale Federale Nazionale impone una penalizzazione di due punti in classifica, come conseguenza del mancato pagamento degli stipendi ai tesserati nel mese di giugno. Il 22 dicembre, invece, su istanza della Procura della Repubblica della città etnea, il Tribunale dichiara ufficialmente il fallimento della società, anche se viene autorizzato l'esercizio provvisorioper consentire alla squadra rossoazzurra di completare la stagione. Nella sentenza emessa dal tribunale etneo, viene stabilito che il mantenimento del titolo sportivo è subordinato al versamento di 600.000 euro da parte di SIGI; inoltre, viene sancita l'insolvenza del club, la cui mole debitoria è stata quantificata a 53,9 milioni di euro, di cui 2,9 milioni relativi al solo ramo sportivo dell'azienda.
In ogni caso, la squadra allenata da Baldini prosegue il campionato, e fra le altre cose riesce a conquistare il derby con il Palermo con un 2-0 (doppietta di Moro) e a pareggiare in trasferta per 2-2 contro il Messina. Nel frattempo, in virtù della dichiarazione di fallimento del club etneo, nel periodo gennaio-marzo, la sezione fallimentare del Tribunale di Catania indice tre aste competitive per l'acquisizione del titolo sportivo, ma solo nell'ultima, il 16 marzo, viene presentata un'offerta ufficiale, a nome dell'imprenditore romano Benedetto Mancini. La stagione regolare del Catania continua comunque: il 3 aprile 2022, alla trentacinquesima giornata, gli etnei giocano quella che sarebbe rimasta la loro ultima partita, disputata in casa del Potenza e conclusa sul risultato di 2-2.
Tuttavia, in seguito all'improvviso passo indietro di Mancini, il 9 aprile 2022 arriva la revoca dell'esercizio provvisorio a causa della mancanza di offerte per il Catania, che, in piena zona play-off, viene escluso dal campionato: di conseguenza, tutti i risultati ottenuti sul campo dalla squadra siciliana vengono invalidati. Se non altro, dal punto di vista sportivo la stagione presenta comunque alcune note positive, in primis le prestazioni del centravanti Moro, che si segnala all'attenzione nazionale fin dalle prime partite e conclude la stagione con 21 reti in 28 incontri.

## Catania SSD: l'arrivo del gruppo Pelligra e la rifondazione del club
Subito dopo la conferma del fallimento del club e l'esclusione dalla Serie C, in un'operazione coordinata dall'allora sindaco facente funzioni, Roberto Bonaccorsi, e dall'assessore allo sport, Sergio Parisi, l'amministrazione comunale di Catania prepara un bando volto a trovare un accordo con una nuova proprietà che acquisisca il titolo sportivo della società e garantisca, fra gli altri aspetti, la ripartenza della squadra dalla Serie D e la nuova organizzazione sia del settore giovanile, sia della sezione femminile. Il documento viene pubblicato ufficialmente il 27 maggio 2022. Entro il 18 giugno seguente, scadenza fissata dalla giunta stessa, pervengono cinque offerte. Dopo alcuni giorni di valutazione, la scelta della giunta ricade infine sul Pelligra Group, gruppo immobiliare australiano, che il 24 giugno rileva ufficialmente il titolo sportivo del Catania. Il nuovo presidente, Rosario "Ross" Pelligra (con base nello stato australiano della Victoria, ma di origini siciliane e parzialmente catanesi), si era già reso protagonista di alcuni investimenti nell'ambito sportivo: nell'agosto del 2021, la sua azienda aveva acquisito il controllo degli Adelaide Giants, franchigia del campionato di baseball australiano; negli stessi giorni dell'acquisto del Catania, invece, il suo fondo aveva anche rilevato il 45% delle quote della Pallacanestro Varese, militante nella massima serie italiana.
Il 13 luglio 2022, viene ufficialmente costituita a Venezia una nuova società, denominata "Catania S.S.D." (dove la sigla sta per "Società Sportiva Dilettantistica"), per cui la nuova proprietà richiede l'iscrizione in sovrannumero al campionato di Serie D. Nell'occasione, viene anche formato il nuovo Consiglio di Amministrazione della squadra, presieduto dallo stesso Pelligra e comprendente altri due membri, anch'essi italo-australiani: l'ex-calciatore Vincenzo Grella, in qualità di vice-presidente e amministratore delegato, e il consigliere Giovanni Caniglia. Dopo aver espletato le procedure richieste dalla FIGC e dalla LND, la società è stata infine ammessa in sovrannumero al campionato di Serie D 2022-2023 il 4 agosto seguente.
Nello stesso periodo, viene completato anche l'organigramma societario, che vede in primis l'arrivo di Giovanni Ferraro sulla panchina etnea, ma anche le nomine di Luca Carra (in precedenza al Parma) e Antonello Laneri, rispettivamente, come direttore generale e direttore sportivo. Inoltre, entrano a far parte della nuova amministrazione anche alcuni ex-giocatori del Catania, fra cui Marco Biagianti, in qualità di team manager, e Michele Zeoli, nel ruolo di vice-allenatore.
Il percorso del nuovo Catania inizia ad agosto 2022 al "Totuccio Carone" di Ragalna, con pochissimi tesserati presenti al primo giorno di ritiro. Nel corso del calcio mercato il DS Antonello Laneri, sceglie di costruire una rosa formata da un mix di calciatori giovani ed esperti, decisione rivelatasi vincente per l'obiettivo prefissato dalla società dell'immediata promozione in Serie C.
L'esordio dei rossazzurri è avvenuto in Coppa Italia Serie D il 21 agosto 2022, con una sconfitta rimediata fuori casa contro la Sancataldese ai calci di rigore (7-6). Il campionato inizia ufficialmente il 18 settembre 2022, con una trasferta vittoriosa sul campo del Ragusa. Il 19 marzo 2023, sul campo neutro dello stadio Marco Tomaselli di Caltanissetta il Catania si impone contro il Canicattì (1-4), decretando così la matematica promozione in terza serie.
In seguito al ritorno nel calcio professionistico, il 7 giugno 2023 la società muta ufficialmente denominazione in Catania Football Club.
Nel corso della stagione 2023-2024, la squadra etnea si aggiudica la Coppa Italia Serie C, sconfiggendo nella finale di ritorno il Padova ai tempi supplementari.